# Red Star Football Club
Vous lisez un « article de qualité » labellisé en 2016.
Pour les articles homonymes, voir Red Star (homonymie).
Maillots
Actualités
Dernière mise à jour : 10 juillet 2025.
Le Red Star Football Club, abrégé en Red Star FC et couramment appelé Red Star, est un club de football français fondé en 1897 à Paris et installé à Saint-Ouen-sur-Seine, dans la banlieue nord de la capitale, depuis 1909.
L'entité actuelle est issue de multiples changements de nom et fusions, dont la plus importante a lieu en 1926 avec l'Olympique, son rival de l'époque, qui lui lègue ses couleurs, le vert, alors que le club jouait initialement avec un maillot rayé bleu marine et blanc.
Créé notamment par Jules Rimet, futur président de la Fédération française de football puis de la Fédération internationale de football, le Red Star joue au stade Bauer depuis 1909. Vainqueur de la Coupe de France à cinq reprises entre 1921 et 1942, il s'impose comme l'un des principaux clubs parisiens et français de l'entre-deux-guerres.
Les résultats du club deviennent plus irréguliers à partir de l'instauration du professionnalisme en France en 1932. Il intègre en effet le nouveau championnat professionnel national avant de transférer définitivement son siège parisien du 7e arrondissement de Paris au stade de Paris de Saint-Ouen (actuel stade Bauer) et malgré une éphémère fusion avec le Stade français de Paris à la fin des années 1940, le club banlieusard oscille entre Division 1 et Division 2, jusqu'en 1978, lorsqu'un dépôt de bilan le contraint à repartir en championnat régional (Division d'Honneur).
Le Red Star remonte en deuxième division en 1982 et retrouve le statut professionnel en 1992. Après que ses dirigeants aient nourri l'ambition d'en faire le club résident du Stade de France, il entame une lourde chute à l'orée des années 2000, au point de retrouver le niveau régional (DH) en 2003. Le club remonte ensuite progressivement la hiérarchie du football français et retrouve le Championnat National (troisième division) en 2011, puis la Ligue 2 en 2015. Dès lors, le club effectue l'ascenseur entre le National et la Ligue 2, qu'il retrouve à l'issue de la saison 2024.

## Historique

### Le Red Star de Jules Rimet (1897-1910)
La France des années 1890 connaît un attrait croissant et inédit pour le sport, qui devient un enjeu d'éducation de la jeunesse. Parmi ces sports, le « football-association » commence à se faire connaître. Un championnat de France initialement réservé aux clubs parisiens, est organisé par l'Union des sociétés françaises de sports athlétiques (USFSA) à partir de 1894.

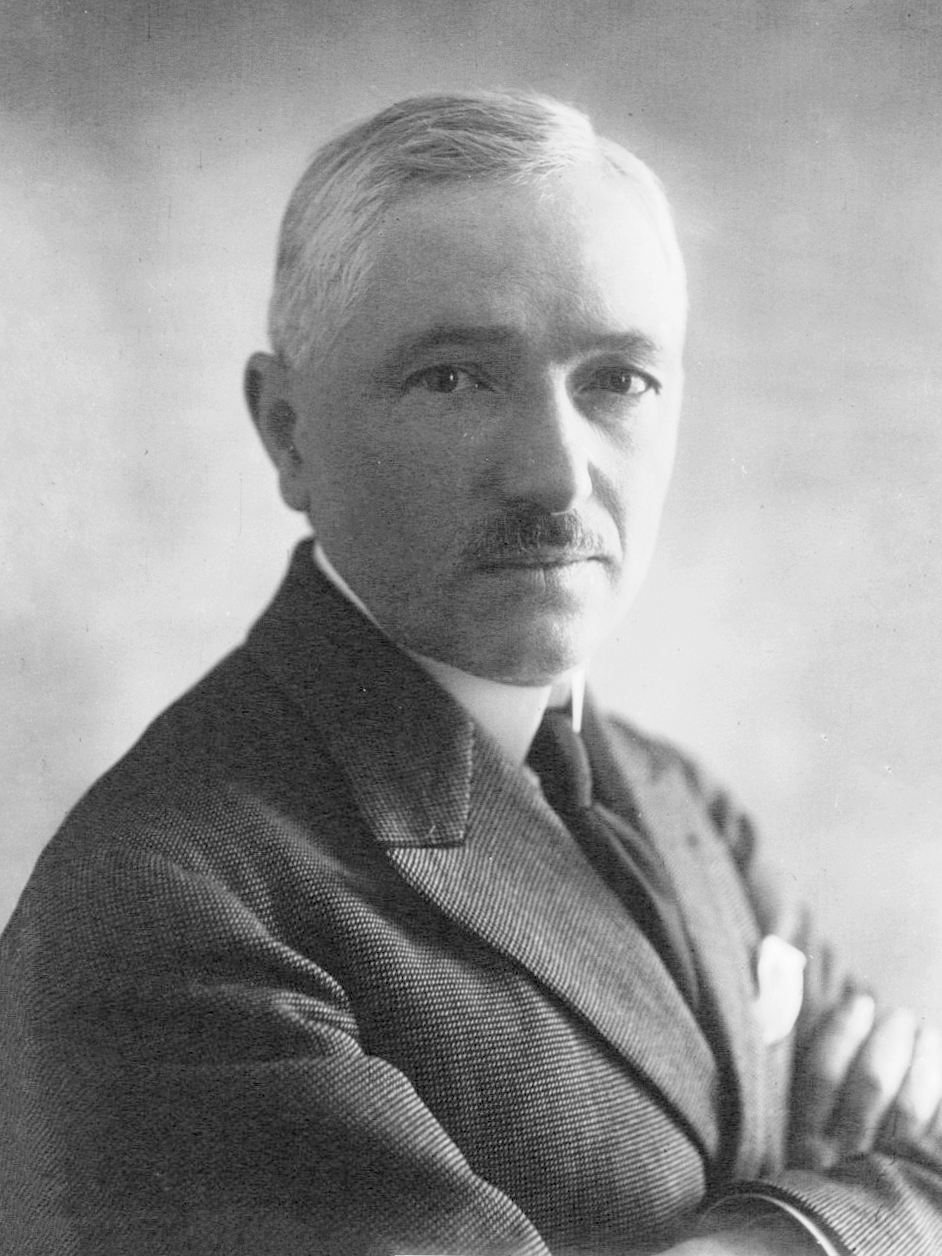
Jules Rimet, cofondateur du Red Star

Dans le 7e arrondissement de Paris naît le « Gros-Caillou Sportif », un club lié aux radicaux socialistes. Le jeune Jules Rimet, ses beaux-frères Jean de Piessac et Georges Delavenne, qui nourrissent quelques ambitions politiques dans le quartier, décident de réagir. Avec d'autres connaissances, dont Charles de Saint-Cyr (en), ancien sociétaire du Racing Club de France, Ernest Weber (en), cofondateur du Club français, le premier club de football parisien dirigé par des Français, et Modeste Rimet, le jeune frère de Jules, ils fondent le 21 février 1897 leur propre club omnisports : le Red Star Club français. Le café où se tient la réunion, le bistrot Villiermet situé à l'angle de l'avenue de La Bourdonnais et de la rue de Grenelle, est choisi comme siège. Jean de Piessac est nommé président et Modeste, secrétaire. Jules Rimet remplace Jean de Piessac peu de temps après.
Les statuts du Red Star Club français sont déposés le 12 mars 1897 auprès de l'USFSA qui est une fédération omnisports, puisque l'on pratique alors au club non seulement le football, mais aussi et surtout l'athlétisme et le cyclisme, ainsi que l'escrime, la lutte et le football-rugby. Les membres, qui sont une centaine après l'absorption par le Red Star d'un autre club sportif, l'Union pédestre de la rive gauche, doivent payer un franc par mois,. Le club se veut fidèle aux valeurs humanistes et chrétiennes de ses fondateurs, et s'ouvre notamment aux jeunes issus de familles pauvres. Ses dirigeants sont proches de la revue Le Sillon, de Marc Sangnier, dont l'objectif est de rapprocher le catholicisme de la République, en offrant aux ouvriers une alternative aux mouvements de la gauche anticléricale et matérialiste,.
Au-delà du sport, qui l'intéresse avant tout pour ses vertus éducatives, Rimet est passionné par les arts. Il ouvre ainsi une « section littéraire et artistique » avec comme but la vulgarisation des sports athlétiques,. Le Red Star se distingue alors surtout par les réussites de ses sections cyclisme et athlétisme, les deux sports-rois de l'époque. Se révèlent au club Émile Georget, qui remporte plusieurs étapes du Tour de France dans les années 1900 et qui fut le premier vainqueur du col du Galibier en 1911, et Georges Clément, qui court le 400 m aux Jeux olympiques de 1900.
La section football, qui joue avec un maillot rayé bleu marine et blanc, peine à s'illustrer. Le Red Star est alors un club mineur, le football parisien étant alors dominé par le Standard Athletic Club, les White Rovers et le Club français. L'équipe première intègre en 1898 le championnat de Paris de troisième série de l'USFSA. Elle joue alors au Champ-de-Mars mais en est rapidement écartée par la spéculation immobilière. Elle déménage ensuite à Meudon, située à une dizaine de kilomètres au sud de Paris, ville accessible par train depuis la gare des Invalides. Après plusieurs saisons sans relief, Jules Rimet décide de se consacrer à cette section football. Le club obtient la promotion en deuxième série en 1902, puis en première série l'année suivante. Pour sa première saison en première série, le Red Star finit dernier de son groupe. Il dispute un barrage de maintien le 16 avril 1904 face au Club athlétique français, club de deuxième série, le perd et redescend en deuxième série. Il remonte la saison suivante, puis est de nouveau relégué en 1906, pour ce qui sera la dernière saison du club en première série.

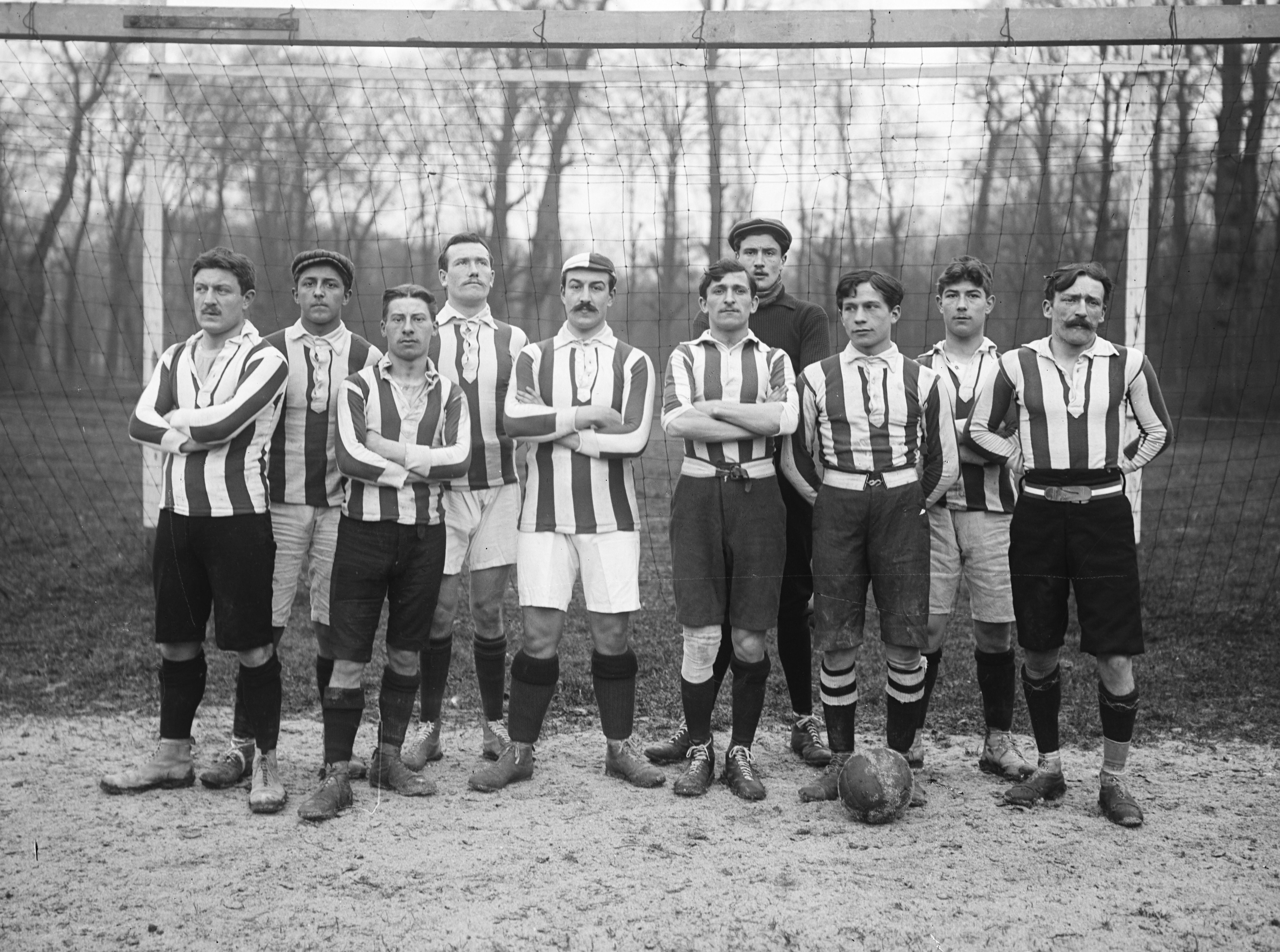
L'équipe du Red Star le 20 décembre 1908 avant un match du championnat de Paris de deuxième série contre le Stade français.

En 1907, le Red Star fusionne avec l'Amical Football Club, basé au Champ-de-Mars, et devient le Red Star Amical Club. Il quitte Meudon et revient à Paris, où il a obtenu la location d'un terrain proche de la station de métro Grenelle (aujourd'hui Bir-Hakeim), qu'il aménage rapidement. Même s'il évolue en deuxième série de Paris, le Red Star est représenté lors des Jeux olympiques de 1908 par deux de ses joueurs : René Fenouillère en équipe de France A et Étienne Morillon en équipe de France B,.
En 1909, le terrain du métro Grenelle est vendu par ses propriétaires, et le club déménage alors à Saint-Ouen, une ville industrielle au nord de Paris, qui abrite à l'époque un champ de courses prisé et un célèbre marché aux puces. La présence dans la ville d'un autre club, la Jeunesse athlétique de Saint-Ouen, n'inquiète pas le Red Star qui se considère comme un club parisien,. Situé tout près de Paris, le « Stade de Paris » est inauguré le 24 octobre 1909 par un match de gala entre le Red Star et les Anglais d'Old Westminsters FC.
Parallèlement, le président du club Jules Rimet participe activement à des changements de grande envergure au sein des institutions françaises du football. En 1907 le Comité français interfédéral (CFI) est fondé afin de réunir les différentes fédérations françaises gérant des clubs de football, mais l'USFSA refuse alors d'y prendre part. Un an plus tard, l'USFSA, en désaccord avec les autres adhérents, décide de quitter la Fédération internationale de football association (FIFA), et c'est le CFI qui la remplace. Inquiet de l'isolement de l'USFSA sur le plan national et international, Jules Rimet fonde le 27 août 1910 la Ligue de football association (LFA), qui réunit plusieurs clubs dissidents de l'USFSA, dont le Red Star, et il en prend la présidence,,,. S'étant éloigné des affaires courantes du Red Star depuis quelque temps et considérant qu'il ne peut représenter l'ensemble des clubs de football français tout en restant le président d'un club, Jules Rimet quitte la présidence de son club à la création de la LFA.

### L'âge d'or du club (1910-1946)

#### Quatre victoires en Coupe de France au temps du football «amateur» (1910-1932)

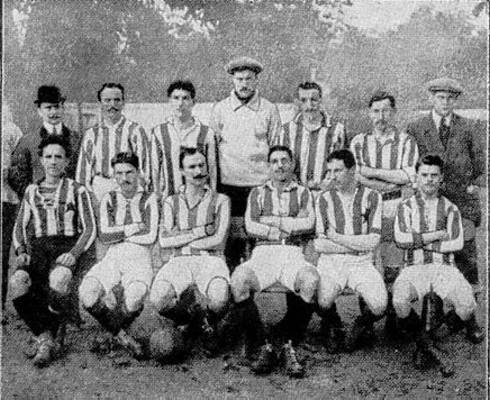
L'équipe du Red Star en 1910.

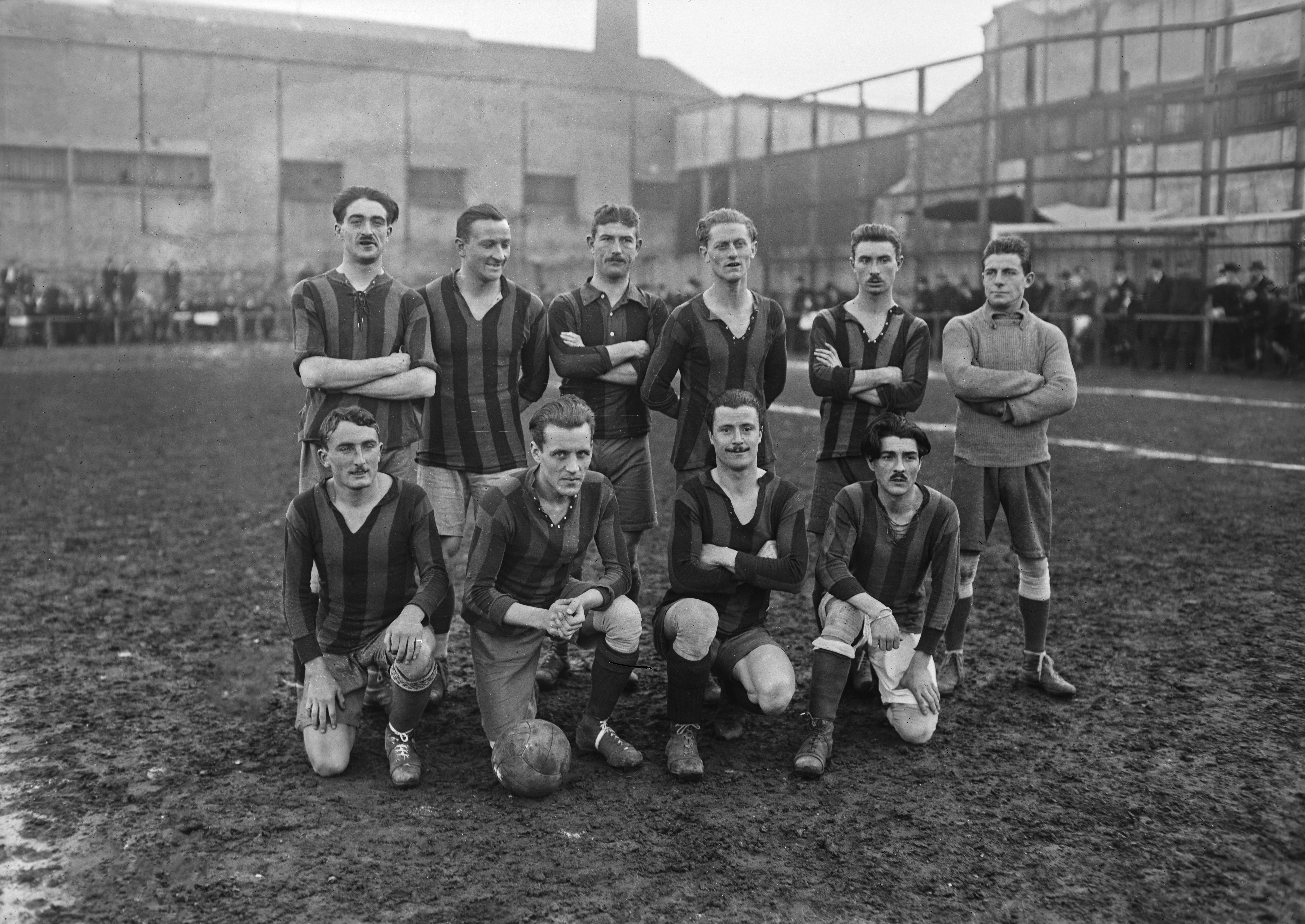
Le Red Star en 1920.

Jules Rimet laisse les rênes du club à Jean Lacôme, un homme d'affaires qui accompagne la montée en puissance du Red Star jusqu'à en faire une des places fortes du football français. Contrairement à la majorité des dirigeants du football français, Lacôme, comme Rimet avant lui, ne sont pas opposés au professionnalisme des footballeurs, une pratique alors interdite en France. Dans le contexte du développement de l'amateurisme marron, une forme déguisée de professionnalisme, le club fait appel à quelques très bons joueurs venus d'autres équipes parisiennes, notamment le gardien de but Pierre Chayriguès, le buteur Eugène Maës, les attaquants Julien Verbrugghe et Julien du Rhéart, le défenseur Alfred Gindrat, le demi Eugène Nicolaï, la plupart étant des internationaux français ou en passe de le devenir,. Entraînés par un manager appointé, Roland Richard, une pratique rare à l'époque, l'emblématique capitaine Lucien Gamblin et ses partenaires remportent en 1912 le championnat de la LFA, mais s'inclinent en finale du Trophée de France, qui fait s'affronter les champions des différentes fédérations du CFI. En 1912-1913, le club recrute plusieurs joueurs étrangers. Le 1er mai 1913, le Red Star dispute un prestigieux match de gala contre les Londoniens de Tottenham Hotspur,. Les Audoniens terminent deuxièmes du championnat LFA en 1913 et 1914. La Première Guerre mondiale met un point d'arrêt aux activités du club, d'autant que plusieurs de ses meilleurs joueurs sont tués au front.

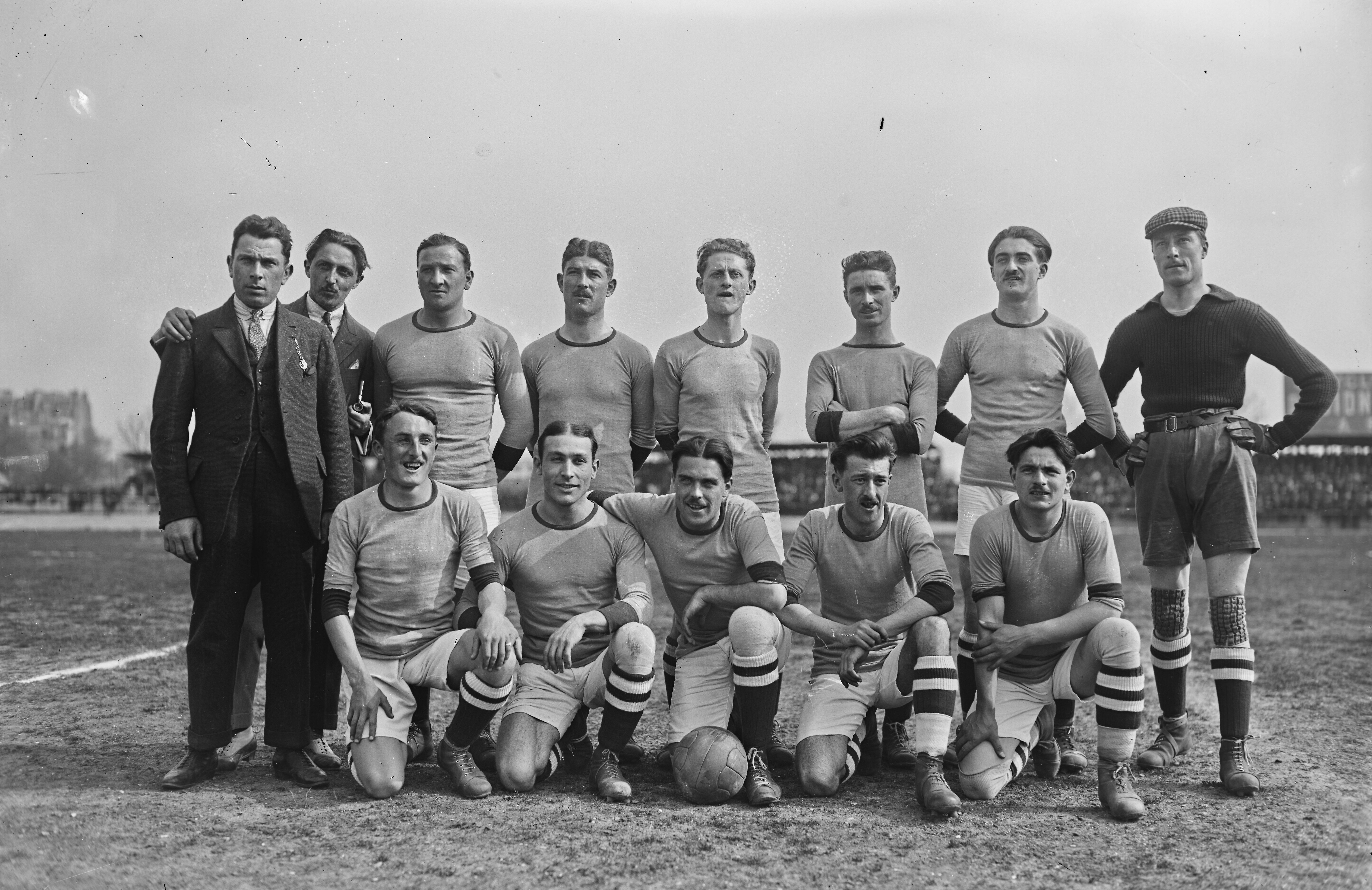
L'équipe parisienne du Red Star le 3 avril 1921 au Parc des Princes lors d'une rencontre de Coupe de France contre son voisin du Racing.

Le football reprend ses droits après-guerre. Une grande compétition annuelle et nationale est organisée à partir de 1917 sous l’impulsion d'Henri Delaunay : la Coupe de France. Le Red Star, encore en sommeil, manque la première édition. En 1918, le club reprend ses activités, et renoue avec sa politique de recrutement des meilleurs joueurs dans les clubs de la région parisienne. En 1919, après les Jeux interalliés, Gamblin convainc notamment le jeune buteur Paul Nicolas, peut-être le grand talent français du moment, de le rejoindre au Red Star. Le club remporte, en 1919, la dernière édition du Championnat de France LFA (Ligue de football association). Le club s'impose au début des années 1920 comme le meilleur club français du moment. Il remporte le Challenge de la renommée en 1919, puis trois des cinq premières éditions de la « Division 1 » de Paris, nouveau championnat régional sous l'égide de la Ligue de Paris nouvellement créée : en 1920 et 1922 (après une victoire épique en finale face à l'Olympique, balayé 3-0).

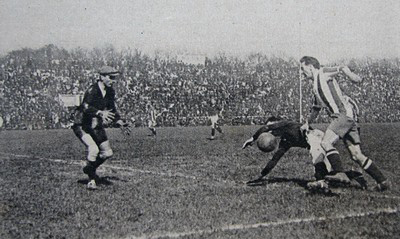
Finale de la Coupe de France 1922 au stade Pershing à Paris. Le Red Star jouant en maillot rayé.

Surtout, le Red Star gagne la Coupe de France trois fois consécutivement, un exploit inédit. En 1921, les Audoniens battent le Racing Club de France en demi-finale au Parc des Princes et retrouvent en finale, le 24 avril 1921 au stade Pershing de Vincennes, l'Olympique, leur grand rival. Avec le renfort inattendu et décisif du célèbre gardien de but Pierre Chayriguès, blessé de longue date, les Audoniens l'emportent 2-1, grâce à des buts de Robert Clavel et Marcel Naudin. Lors de l'édition suivante de la Coupe de France, le Red Star accède en finale en battant l'US Tourquennoise et le FC Rouen. Le 7 mai 1922, Paul Nicolas et Raymond Sentubéry marquent en finale face au Stade rennais, battu 2-0 devant près de 25 000 spectateurs. En 1922-1923 enfin, le Red Star bat en demi-finale l'Olympique (1-0), puis, le 6 mai 1923, en finale face au FC Cette, il inscrit quatre buts lors des vingt premières minutes (Marcel Naudin par deux fois, Lucien Cordon et Robert Joyaut sont les buteurs) et réalise ainsi un triplé inédit (4-2). Dans l'équipe, bien que le football n'ait pas encore été officiellement professionnalisé, on ne compte qu'un seul ouvrier, un mécanicien.
Le Red Star a alors la particularité d'avoir un effectif entièrement français, qui compte une dizaine de joueurs ayant été sélectionné en équipe de France. Ses principales vedettes sont Lucien Gamblin, le capitaine, érigé en héros de la Première Guerre mondiale et qui deviendra journaliste, Paul Nicolas, futur sélectionneur de l'équipe de France, et Pierre Chayriguès, également combattant pendant la guerre et gardien de but qui révolutionne son poste. Le prestige du club lui permet d'organiser des matchs de gala contre des équipes réputées venues de l'étranger, comme le Daring Club de Bruxelles, le Beerschot d'Anvers, les Anglais d'Huddersfield Town FC, les Argentins de Boca Juniors ou encore le Real Madrid CF. Le stade de Paris est agrandi avec la construction de deux tribunes et inauguré dans son nouveau format en octobre 1922 face au Racing. En janvier 1924, le Red Star, réduit à dix, s'incline en huitièmes de finale de la Coupe de France contre le FC Cette (0-1), après une série record de vingt matchs sans défaite. Les années suivantes sont plus difficiles avec les retraites sportives de Gamblin, Meyer, Brouzes et Chayriguès, même si le club conserve une renommée internationale qui lui permet d'organiser de lucratives tournées à l'étranger.

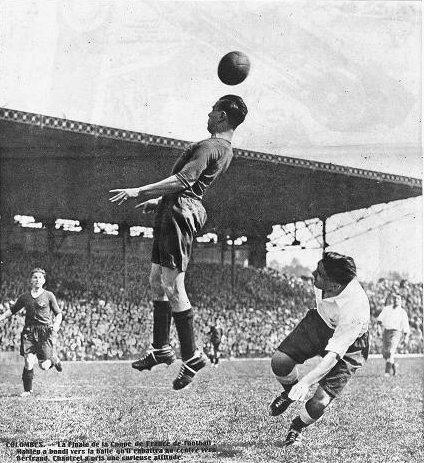
Finale de la Coupe de France 1928 au stade olympique de Colombes opposant le Red Star Olympique, en blanc, au CA Paris.

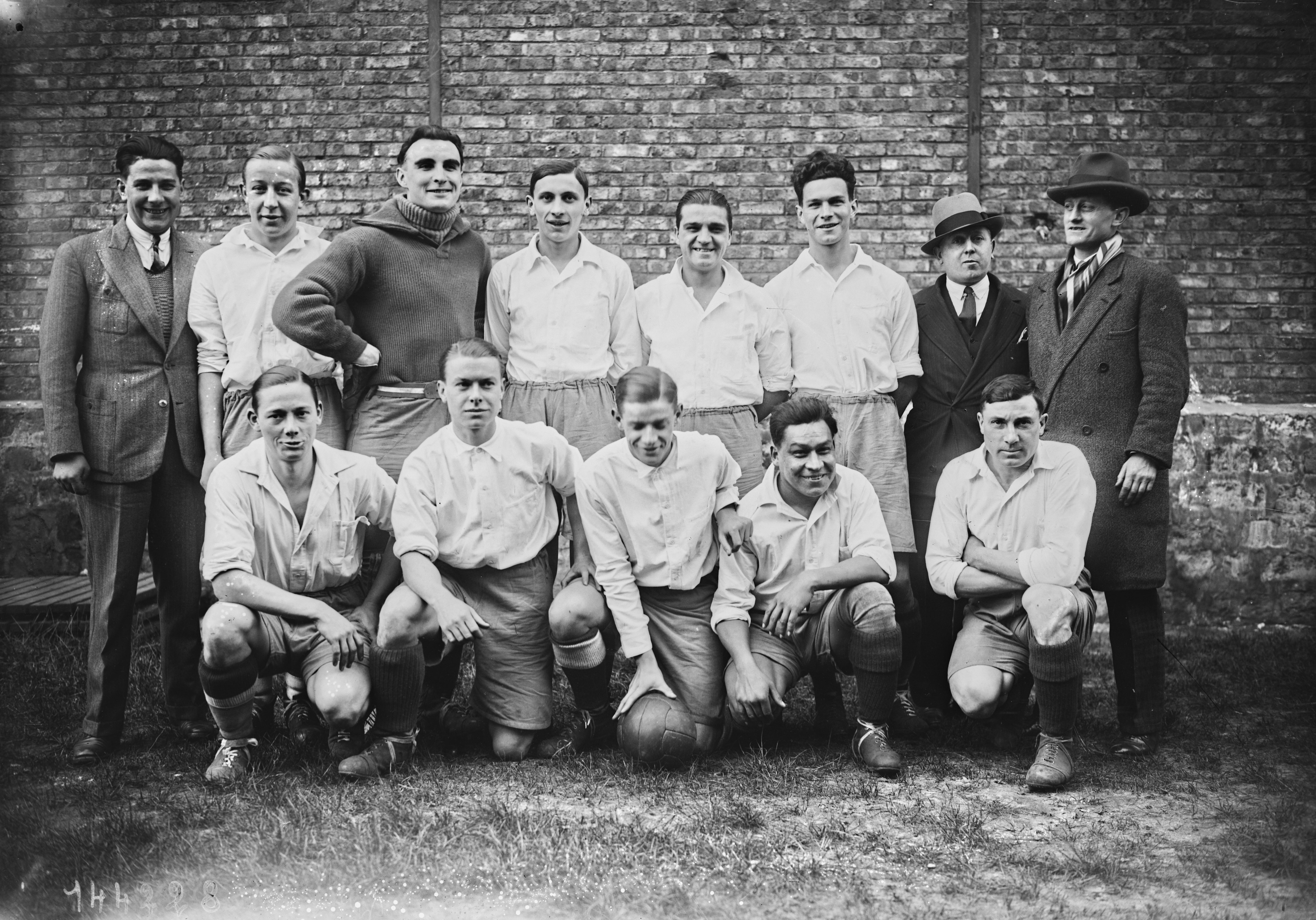
Red Star en 1930.

Le 28 avril 1926, les dirigeants du Red Star et de l'Olympique, exproprié de son terrain des Buttes-Chaumont, annoncent la fusion des deux clubs au sein du « Red Star Olympique ». Le maillot rayé marine et blanc disparaît au profit d’une chemisette blanche, plus neutre. Malgré la colère des supporteurs, la fusion redonne de l'allant au club. Après avoir écrasé le Stade français (8-2) en demi-finale de la Coupe de France, le Red Star Olympique remporte le 8 mai 1928 son quatrième trophée dans cette compétition en battant en finale le Cercle athlétique de Paris (3-1) au stade de Colombes devant 30 000 spectateurs, grâce à des buts de Paul Wartel, du Norvégien Egil Brenna Lund et de Juste Brouzes. L'équipe comprend notamment Paul Nicolas, le premier joueur à remporter quatre fois la Coupe de France avec le même club, et Paul Baron, futur entraîneur du Racing. Lors de l'édition suivante de la Coupe, le Red Star est exclu administrativement par la Fédération française de football (FFF) pour avoir fait jouer contre la Stella Cherbourg son défenseur uruguayen Orestes Díaz, dont la licence n'avait pas été renouvelée. Cette décision ouvre une grande polémique, le club étant soutenu par la Ligue de Paris contre la FFF. Le président Lacôme, démissionnaire, est remplacé par Guy de Bazillac.
Durant cette période, en ce qui concerne le championnat de division d'Honneur de Paris (nouveau nom depuis 1925 du championnat organisé par la Ligue de Paris), le Red Star est dominé par les autres clubs parisiens que sont : le Stade français, le Club français ou le Racing. Il n'arrive pas non plus à remporter de nouveaux trophées, terminant souvent à la deuxième place.

#### Entre gloire et deuxième division (1932-1946)
En janvier 1931, l’avènement du football professionnel en France est validé. Un championnat de France est créé avec deux poules, appelées « Division nationale ». Le Red Star Olympique, qui dispose avec l'entrepreneur Le Corre d'un nouveau président-mécène, est un des premiers clubs à obtenir le statut professionnel et s'inscrit à la première édition du championnat en 1932-1933. Le club dispute son premier match au stade Élisabeth de la Porte d'Orléans à Paris (le stade de Paris étant en travaux), perdu face à l’Olympique d'Antibes (2-3) devant 5 000 spectateurs,. En octobre 1932, le Red Star se fait remarquer en battant l'Athletic Bilbao, double champion d'Espagne dans les années 1930 et vice-champion en titre, à Paris. Malgré cette victoire symbolique, le club, huitième sur dix, est relégué en fin de saison.
Le Red Star remporte cette première édition de la Division 2, en battant en finale l'Olympique d'Alès (3-2), et retrouve donc l'élite, réorganisé en poule unique en 1934-1935. Malgré un effectif de qualité, composé d'internationaux français et de professionnels venus d'Écosse, d'Amérique du Sud ou d'Europe centrale, le club ne parvient cependant pas à retrouver le sommet, ni en championnat où il ne dépasse pas la neuvième place en 1937, ni en Coupe de France où il s'arrête deux fois la demi-finale, en 1935 face à l'Olympique de Marseille et en 1936 face au FCO Charleville, pourtant pensionnaire de D2. Les Audoniens, malgré leurs deux fameux ailiers Alfred Aston et André Simonyi, sont relégués en D2 en 1938. Une nouvelle fois, ils remontent directement l'année suivante.
| Red Star Club Français (1897-1906)      | Red Star Club Français (1897-1906)      | Red Star Club Français (1897-1906)      | Red Star Club Français (1897-1906)      | Red Star Club Français (1897-1906)                   | Red Star Club Français (1897-1906)      |  |  | Amical FC (?-1906)                      | Amical FC (?-1906)                      | Amical FC (?-1906)                      | Amical FC (?-1906)                      | Amical FC (?-1906)                      | Amical FC (?-1906)                      |  |  |  |  |  |  |  |  |  |  |  |  |
| Red Star Club Français (1897-1906)      | Red Star Club Français (1897-1906)      | Red Star Club Français (1897-1906)      | Red Star Club Français (1897-1906)      | Red Star Club Français (1897-1906)                   | Red Star Club Français (1897-1906)      |  |  | Amical FC (?-1906)                      | Amical FC (?-1906)                      | Amical FC (?-1906)                      | Amical FC (?-1906)                      | Amical FC (?-1906)                      | Amical FC (?-1906)                      |  |  |  |  |  |  |  |  |  |  |  |  |
|                                         |                                         |                                         |                                         |                                                      |                                         |  |  |                                         |                                         |                                         |                                         |                                         |                                         |  |  |  |  |  |  |  |  |  |  |  |  |
| Red Star Amical Club (1906-1926)        | Red Star Amical Club (1906-1926)        | Red Star Amical Club (1906-1926)        | Red Star Amical Club (1906-1926)        | Red Star Amical Club (1906-1926)                     | Red Star Amical Club (1906-1926)        |  |  | Olympique (1908-1926)                   | Olympique (1908-1926)                   | Olympique (1908-1926)                   | Olympique (1908-1926)                   | Olympique (1908-1926)                   | Olympique (1908-1926)                   |  |  |  |  |  |  |  |  |  |  |  |  |
| Red Star Amical Club (1906-1926)        | Red Star Amical Club (1906-1926)        | Red Star Amical Club (1906-1926)        | Red Star Amical Club (1906-1926)        | Red Star Amical Club (1906-1926)                     | Red Star Amical Club (1906-1926)        |  |  | Olympique (1908-1926)                   | Olympique (1908-1926)                   | Olympique (1908-1926)                   | Olympique (1908-1926)                   | Olympique (1908-1926)                   | Olympique (1908-1926)                   |  |  |  |  |  |  |  |  |  |  |  |  |
|                                         |                                         |                                         |                                         |                                                      |                                         |  |  |                                         |                                         |                                         |                                         |                                         |                                         |  |  |  |  |  |  |  |  |  |  |  |  |
| Red Star Olympique (1926-1946)          | Red Star Olympique (1926-1946)          | Red Star Olympique (1926-1946)          | Red Star Olympique (1926-1946)          | Red Star Olympique (1926-1946)                       | Red Star Olympique (1926-1946)          |  |  | Sports Olympiques Audoniens (1945-1946) | Sports Olympiques Audoniens (1945-1946) | Sports Olympiques Audoniens (1945-1946) | Sports Olympiques Audoniens (1945-1946) | Sports Olympiques Audoniens (1945-1946) | Sports Olympiques Audoniens (1945-1946) |  |  |  |  |  |  |  |  |  |  |  |  |
| Red Star Olympique (1926-1946)          | Red Star Olympique (1926-1946)          | Red Star Olympique (1926-1946)          | Red Star Olympique (1926-1946)          | Red Star Olympique (1926-1946)                       | Red Star Olympique (1926-1946)          |  |  | Sports Olympiques Audoniens (1945-1946) | Sports Olympiques Audoniens (1945-1946) | Sports Olympiques Audoniens (1945-1946) | Sports Olympiques Audoniens (1945-1946) | Sports Olympiques Audoniens (1945-1946) | Sports Olympiques Audoniens (1945-1946) |  |  |  |  |  |  |  |  |  |  |  |  |
|                                         |                                         |                                         |                                         |                                                      |                                         |  |  |                                         |                                         |                                         |                                         |                                         |                                         |  |  |  |  |  |  |  |  |  |  |  |  |
| Red Star Olympique Audonien (1946-1967) | Red Star Olympique Audonien (1946-1967) | Red Star Olympique Audonien (1946-1967) | Red Star Olympique Audonien (1946-1967) | Red Star Olympique Audonien (1946-1967)              | Red Star Olympique Audonien (1946-1967) |  |  | Stade français (1900-)                  | Stade français (1900-)                  | Stade français (1900-)                  | Stade français (1900-)                  | Stade français (1900-)                  | Stade français (1900-)                  |  |  |  |  |  |  |  |  |  |  |  |  |
| Red Star Olympique Audonien (1946-1967) | Red Star Olympique Audonien (1946-1967) | Red Star Olympique Audonien (1946-1967) | Red Star Olympique Audonien (1946-1967) | Red Star Olympique Audonien (1946-1967)              | Red Star Olympique Audonien (1946-1967) |  |  | Stade français (1900-)                  | Stade français (1900-)                  | Stade français (1900-)                  | Stade français (1900-)                  | Stade français (1900-)                  | Stade français (1900-)                  |  |  |  |  |  |  |  |  |  |  |  |  |
|                                         |                                         |                                         |                                         |                                                      |                                         |  |  |                                         |                                         |                                         |                                         |                                         |                                         |  |  |  |  |  |  |  |  |  |  |  |  |
|                                         |                                         |                                         |                                         | Stade français-Red Star (1948-1950)                  |                                         |  |  |                                         |                                         |                                         |                                         |                                         |                                         |  |  |  |  |  |  |  |  |  |  |  |  |
|                                         |                                         |                                         |                                         |                                                      |                                         |  |  |                                         |                                         |                                         |                                         |                                         |                                         |  |  |  |  |  |  |  |  |  |  |  |  |
|                                         |                                         |                                         |                                         |                                                      |                                         |  |  | Toulouse FC (1937-1967)                 |                                         |                                         |                                         |                                         |                                         |  |  |  |  |  |  |  |  |  |  |  |  |
|                                         |                                         |                                         |                                         |                                                      |                                         |  |  |                                         |                                         |                                         |                                         |                                         |                                         |  |  |  |  |  |  |  |  |  |  |  |  |
|                                         |                                         |                                         |                                         |                                                      |                                         |  |  |                                         |                                         |                                         |                                         |                                         |                                         |  |  |  |  |  |  |  |  |  |  |  |  |
|                                         |                                         |                                         |                                         | Red Star FC (1967-1978 †)                            |                                         |  |  |                                         |                                         |                                         |                                         |                                         |                                         |  |  |  |  |  |  |  |  |  |  |  |  |
|                                         |                                         |                                         |                                         |                                                      |                                         |  |  |                                         |                                         |                                         |                                         |                                         |                                         |  |  |  |  |  |  |  |  |  |  |  |  |
|                                         |                                         |                                         |                                         | AS Red Star (1978-1984) AS Red Star 93 (1984-2003 †) |                                         |  |  |                                         |                                         |                                         |                                         |                                         |                                         |  |  |  |  |  |  |  |  |  |  |  |  |
|                                         |                                         |                                         |                                         |                                                      |                                         |  |  |                                         |                                         |                                         |                                         |                                         |                                         |  |  |  |  |  |  |  |  |  |  |  |  |
|                                         |                                         |                                         |                                         | Red Star FC 93 (2003-2012) Red Star FC (2012-)       |                                         |  |  |                                         |                                         |                                         |                                         |                                         |                                         |  |  |  |  |  |  |  |  |  |  |  |  |

- Fusion des sections professionnelles uniquement.

En 1940, à la suite du déclenchement de la Seconde Guerre mondiale, le nord de la France est occupé par l'Allemagne nazie. Bien que perturbées, les compétitions nationales se poursuivent et le Red Star parvient à maintenir un effectif de qualité dont Aston et Simonyi font encore partie, mais aussi le gardien de but Julien Darui, Helenio Herrera et Georges Meuris, le capitaine de l'équipe. En 1941, les Audoniens remportent le championnat de la « Zone occupée » et atteignent la finale en Coupe de France, où ils sont battus par les Girondins de Bordeaux (3-1). L'année suivante, toujours en Coupe de France ils prennent leur revanche sur Bordeaux, battent le Stade de Reims (1-0) en finale de la Zone occupée, puis le RC Lens en finale interzone (1-1 à Saint-Ouen puis 5-2 au Parc des Princes). Le 17 mai le Red Star Olympique remporte sa cinquième Coupe de France en battant le FC Sète à Colombes devant 44 654 spectateurs (2-0, buts de Roger Vandevelde et Aston).

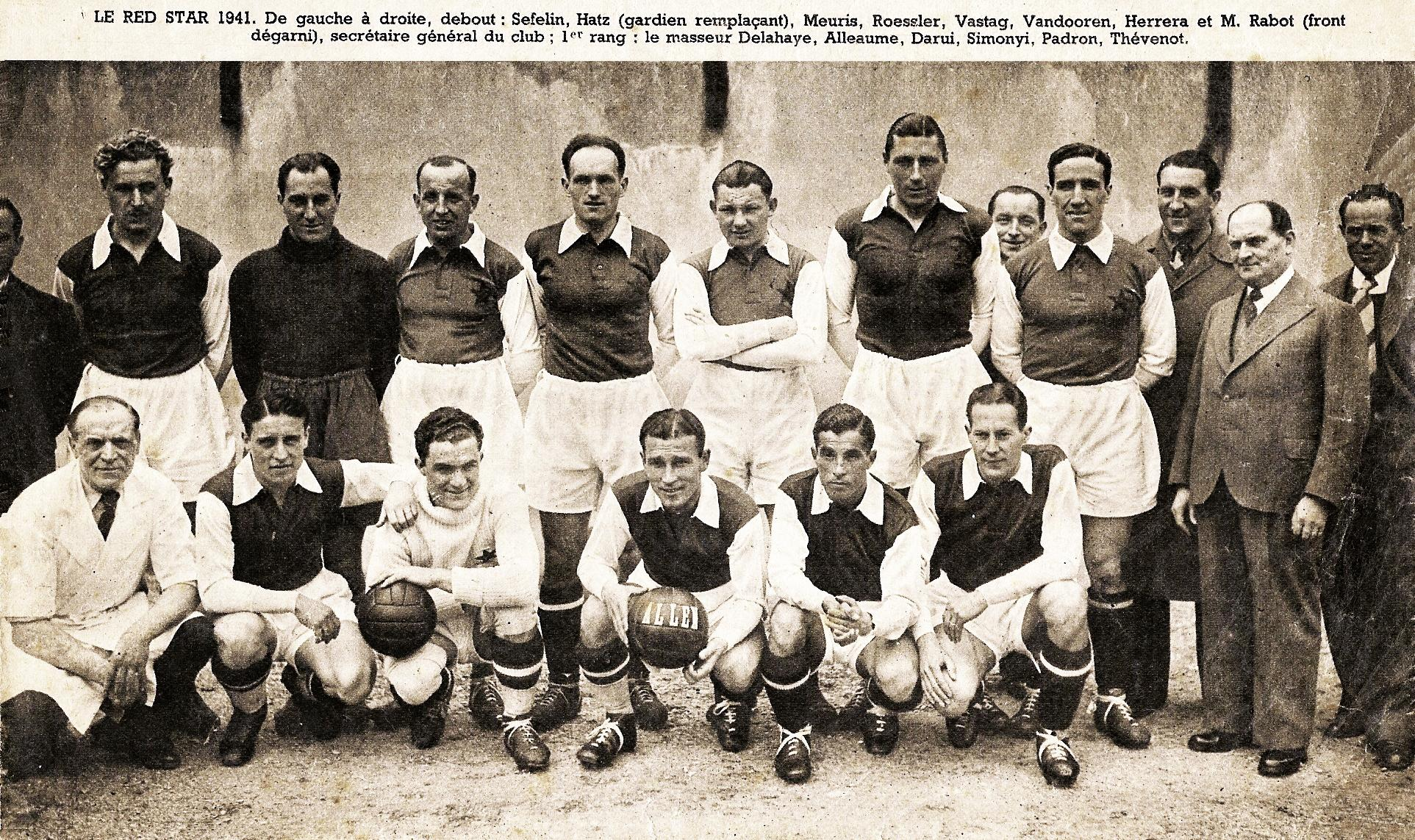
Le Red Star 1941

En 1943-1944, les clubs professionnels sont démantelés, les joueurs du Red Star envoyés dans différentes « équipes fédérales », notamment celle de Paris-Capitale. En septembre 1944, juste après la libération de Paris, un match de charité est organisé par le Red Star et le Racing au profit des familles des Forces françaises de l'intérieur morts au combat.
En 1946, le Red Star atteint une sixième fois la finale de la Coupe de France, mais il s'incline le 26 mai contre le tout nouveau Lille OSC (4-2) au stade olympique de Colombes devant 59 692 spectateurs — c'est sa première défaite en finale dans cette compétition.

### Un irrémédiable déclin (1946-1978)

#### Le temps des scandales (1946-1967)
En 1945, le club est menacé de devoir abandonner son stade, poussant le président Le Corre à la démission. Son successeur Pierre Leroy trouve un accord avec la municipalité communiste, le Red Star fusionnant avec les autres clubs de Saint-Ouen au sein du « Red Star Olympique Audonien », qui devient omnisports. Le 31 mai 1947, le club fête son cinquantenaire en recevant les Hongrois du Kispest.

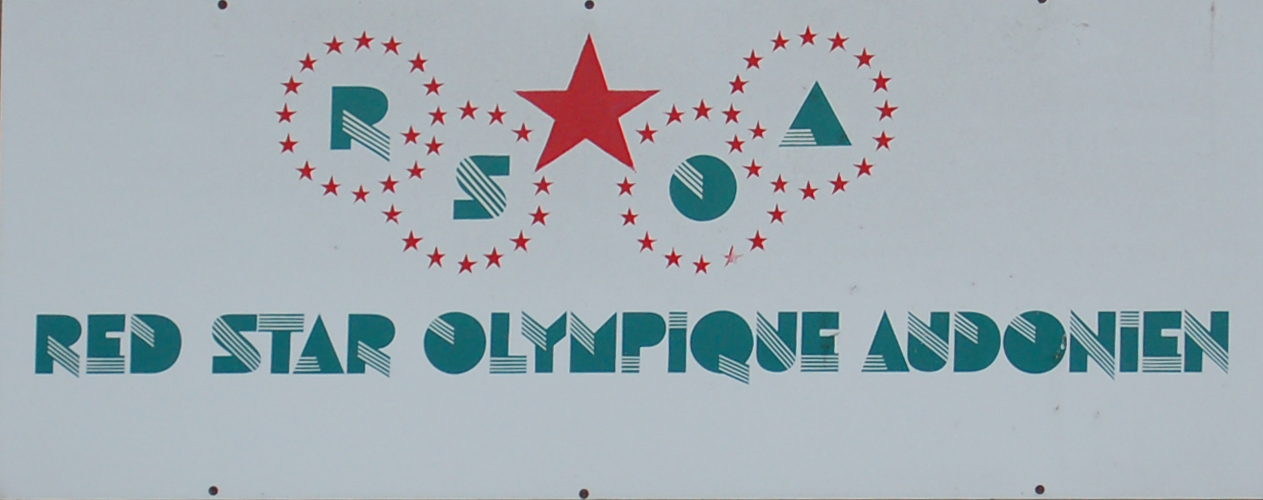
Panneau du « Red Star Olympique Audonien » sur la façade du Stade Bauer

Un an plus tard, le club doit faire face à une situation difficile : l'équipe est reléguée en D2 après une saison terrible, et la municipalité revient sur son engagement. Sans stade, le Red Star fusionne son équipe professionnelle avec celle du Stade français, restée en D1. Après un premier exercice prometteur, avec notamment une demi-finale de Coupe de France, le « Stade français-Red Star » échappe de peu à la relégation en 1950. Les deux clubs se séparent ; la Fédération refusant de l'inscrire en D2, le Red Star met entre parenthèses son statut professionnel.
En 1952, le Red Star OA fait son retour en Division 2 grâce aux défections des clubs d’Amiens et du Mans, et retrouve le Stade de Paris. Il bénéficie alors de l'énergie de son président Gilbert Zenatti, qui fait en sorte de trouver les fonds nécessaires à ses ambitions,, par exemple en recrutant en 1953 le Suédois Bror Mellberg, qui inscrit 72 buts en trois saisons de championnat. En 1955, le club pense obtenir sa promotion en Division 1 en terminant deuxième de D2. Mais le Groupement des clubs professionnels, dirigé par Paul Nicolas, ouvre une enquête sur des soupçons de corruption : le Red Star, avéré coupable, est privé de montée, son entraîneur Charles Nicolas radié à vie et son président Zenatti, bien qu'officiellement innocent, suspendu trois ans.
Malgré les sanctions, le club reste ambitieux, d'autant que Charles Nicolas et Gilbert Zenatti restent dans le giron du club. Le club se renforce sensiblement en 1959, notamment auprès du Stade de Reims d'où viennent deux internationaux français, Armand Penverne et René Bliard. L'équipe réalise une saison à la hauteur des attentes, et doit pour assurer sa promotion remporter son dernier match à domicile face à Troyes. Devant 16 000 spectateurs, le Red Star mène longtemps d'un but de Bruat jusqu'à l'égalisation de Keller à quelques minutes de la fin. La déception est immense. Pendant l'été, le journal L'Équipe dévoile que le club est visé par une nouvelle enquête pour tentative de corruption, à l'occasion du match perdu à Nantes en avril. Le gardien de but nantais Somlay déclare avoir été contacté par un inconnu, qu'il reconnaît ensuite comme étant le trésorier du Red Star,. Le Groupement, devenu « Ligue de football professionnel » en 1959, exige la formation d'un nouveau comité directeur. Zenatti ne souhaitant pas céder sa place, le club est exclu du championnat de D2 au cours du mois d'août, à quelques jours de la reprise.
Après une année en Division d'honneur, le Red Star retrouve la 2e division en 1961, avec une nouvelle équipe dirigeante soutenue par la municipalité, et un effectif à reconstruire. L'entraîneur Jean Avellaneda s'y consacre les huit années suivantes. Avec une équipe jeune, comprenant notamment le futur international Daniel Rodighiero, et renforcée de quelques joueurs d'expérience, les Verts parviennent en 1964-1965 à obtenir leur retour au plus haut niveau, quitté quinze ans plus tôt. Derniers, avec seulement cinq victoires en 38 matchs, ils en sont relégués l'année suivante et retombent en Division 2 en 1966-1967. Le Red Star s'inscrit alors dans un mouvement plus général du football en France, qui voit tout au long des années 1960 des clubs historiques baisser de niveau ou disparaître, à l'instar du FC Sète, du Havre AC, du Cercle athlétique de Paris ou du CO Roubaix-Tourcoing.

#### De la fusion avec le Toulouse FC au dépôt de bilan (1967-1978)

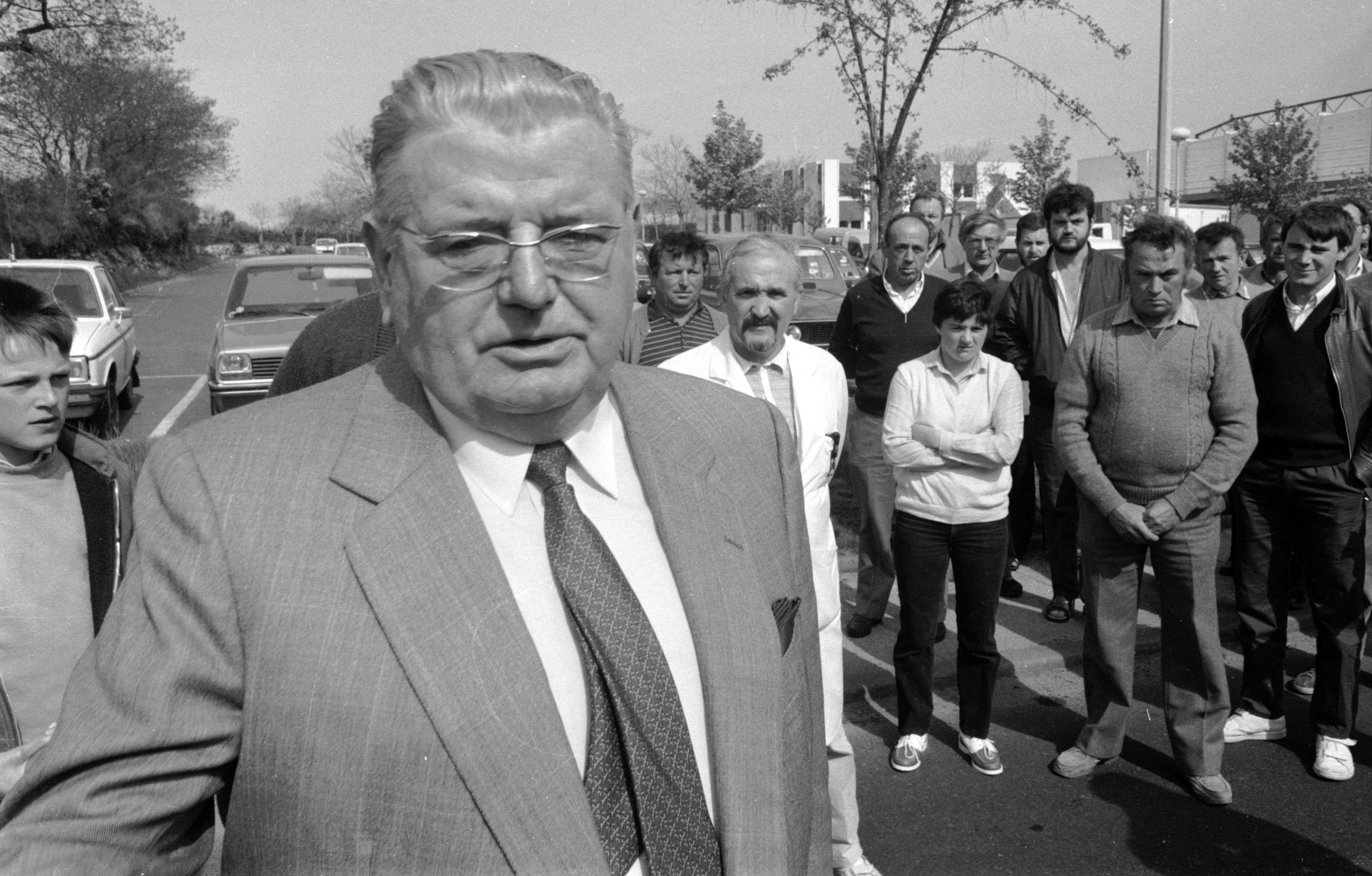
Le président Doumeng (ici en 1983) est à l'origine de la fusion avec le Toulouse FC.

En 1967, le Red Star bénéficie d'un coup de pouce inespéré : le président du Toulouse FC Jean-Baptiste Doumeng, surnommé le « milliardaire rouge » en raison de ses liens avec l'Union soviétique, entre en conflit avec Louis Bazerque, le maire socialiste de sa ville. Nourrissant de bonnes relations avec les dirigeants du Red Star et la municipalité communiste de Saint-Ouen, il offre la fusion de son équipe professionnelle avec celle du Red Star. Concrètement, joueurs et entraîneurs toulousains déménagent au sein du Red Star, rebaptisé « Red Star Football Club », qui prend la place de Toulouse en Division 1,. Devant le tollé provoqué par cette affaire, la Fédération française limitera par la suite considérablement les possibilités de fusion entre clubs.
La fin des années 1960 et le début des années 1970 voient un football francilien assez moribond, avec pour seuls représentants dans les deux premières divisions, le Red Star et le nouveau Paris FC, tous deux oscillant entre D1 et D2 et n'attirant pas grand monde. Ainsi, le club fusionné dispute six saisons consécutives en première division — six saisons difficiles puisque le meilleur classement obtenu est treizième. L'équipe est finalement reléguée en fin de saison 1972-1973, alors que ses présidents Doumeng et Zenatti se retirent définitivement. Paul Sanchez, premier adjoint du maire de Saint-Ouen, les remplace. Grâce à un recrutement réussi mais coûteux, le club remonte immédiatement en devançant le Paris SG et l'US Toulouse. La saison dans l'élite est une nouvelle fois difficile, les résultats se dégradent et l'entraîneur argentin José Farías, ne parvient plus à maintenir l'unité de son groupe. Dernier, le Red Star est relégué en fin de saison 1974-1975. Cet exercice reste le dernier disputé par le club en première division.
La municipalité de Saint-Ouen, à laquelle le club coûte très cher, le confie à un jeune entrepreneur, Jean-Claude Massot, qui s'engage à investir dans le club. Sous la houlette de Roger Lemerre, l'équipe réalise une excellente saison et manque de peu la montée, après une défaite à domicile lors de la dernière journée et un barrage perdu face au Stade lavallois. Massot, dont la gestion est mise en doute, est écarté par la mairie. La situation du club se dégrade, et la mairie de Saint-Ouen annonce son désengagement financier à l'été 1977. Alors que la saison qui suit démarre bien sur les terrains, le club est placé en liquidation judiciaire pendant la trêve hivernale. L'équipe poursuit cependant le championnat et termine à la troisième place de son groupe, à deux points du Paris FC, promu en D1. Malgré la mobilisation des supporteurs, la mairie annonce le dépôt de bilan du club le 23 mai 1978.

### La renaissance et la chute de l'AS Red Star (1978-2003)
Le club renaît sous le nom d'« Association sportive du Red Star » et repart en Division d'honneur de Paris, par la volonté de son ancien joueur Jean-Claude Bras, devenu président, qui revendique son indépendance à l'égard de la mairie de Saint-Ouen. Après une première année de transition, le Red Star réussit trois promotions successives qui lui permettent de retrouver la Division 2 à l'été 1982, sous la conduite de Georges Eo. En 1984, (d'autres sources indiquent 1982 ou 1987), le club est renommé en « Association sportive Red Star 93 » après la signature d'un accord avec le département de la Seine-Saint-Denis, devenu son principal partenaire financier, en échange d'une politique de formation « originale et volontariste » des jeunes du département.
Relégué en 1987 alors qu'il était en passe d'obtenir le statut professionnel, le Red Star remonte en 2e division en 1989 et obtient son maintien de justesse en 1990. Les affluences sont cependant faméliques (la moyenne d'affluence en 1989-1990, en D2, est de l'ordre de 1 000 spectateurs, contre 9 000 lors de la dernière saison en D1, en 1974-1975), et le budget difficile à boucler dans ces conditions.
L'arrivée en 1991 de Robert Herbin, l'emblématique entraîneur du grand Saint-Étienne, donne un second souffle au club. La saison 1991-1992 est marquée par un beau parcours en Coupe de France, avec une élimination en quart de finale contre l'AS Cannes (1-0). La saison suivante, alors que le club a finalement récupéré le statut professionnel, il termine aux portes de la promotion en Division 1, à la quatrième place. Le club s'appuie alors sur une belle génération de jeunes joueurs, comme Marlet, Michel, ou Agasson. Le Red Star reste solidement ancré en deuxième division les saisons suivantes. En 1995-1996, alors qu'Herbin a pris sa retraite, le président Bras annonce publiquement que le club vise la montée. Les Audoniens restent dans la course jusqu'en avril, puis décrochent. Le début de saison 1996-1997, plus décevant qu'attendu, coûte sa place à Pierre Repellini, remplacé par Abdel Djaadaoui en cours de saison.
Durant l'été 1998, la Ligue exige du club qu'il quitte le stade Bauer, trop éloigné des normes en vigueur. Le Red Star s’installe au stade Marville du parc de La Courneuve, et en profite alors pour déposer un dossier de candidature pour devenir club résident du Stade de France, récemment inauguré. Il y organise début 1999 un match de championnat face à l'AS Saint-Étienne, qui bat le record d'affluence en Division 2, ainsi qu'un derby face au Racing pour célébrer le centenaire du club en mars 2000.
En 1999, le club est relégué en National et la DNCG s'oppose à l'installation du Red Star au Stade de France. Loin de ses ambitions de remontée immédiate, le club brille néanmoins encore dans les coupes nationales. Durant la saison 1999-2000, il est éliminé en huitièmes de finale de la Coupe de France contre Lyon (2-1) puis en demi-finale de la Coupe de la Ligue contre le futur vainqueur Gueugnon (2-2 après prolongation et 9 tirs au but à 8).
La saison suivante, le club termine dernier de National et perd à nouveau son statut professionnel. Sa chute ne s'arrête pas là puisque ses problèmes financiers (la SEM du club dépose le bilan en 2002) entraînent une relégation administrative en CFA 2 en 2002, puis en Division d'honneur en 2003. Le club revient le 12 octobre au Stade Bauer, où aucune autre rénovation n'a été entreprise que la réparation des importants dégâts de la tempête de 1999.

### La reconstruction en National (2003-2014)

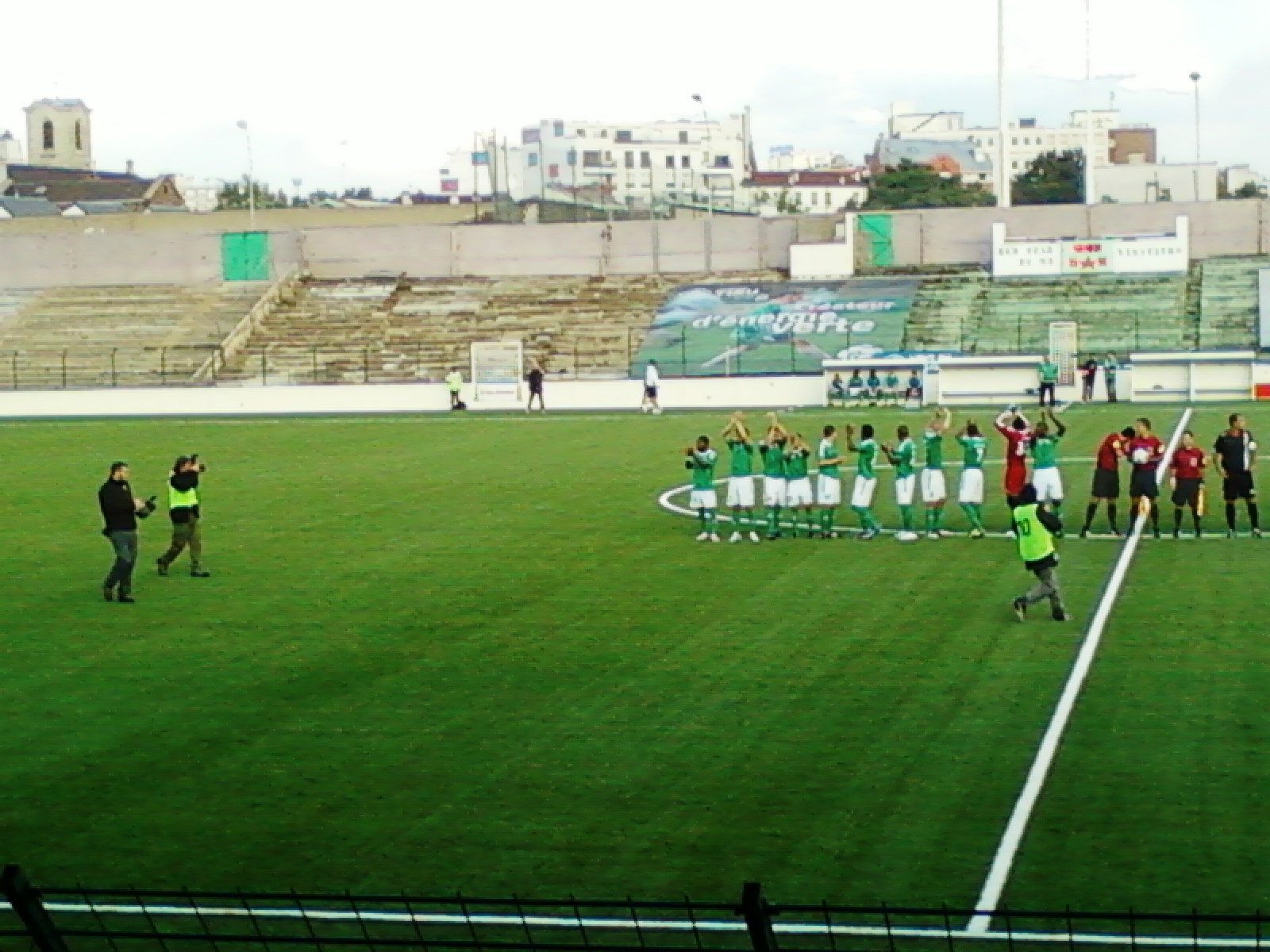
Avant-match en National face à Fréjus-Saint-Raphaël en 2011.

En 2003, Éric Charrier monte un projet de reprise de l’association (avec apurement du passif de 1,5 M€) en y adossant une Société Anonyme (Red Star 1897) pour structurer financièrement le projet avant même la décision du tribunal. Il va convaincre plusieurs amis dont Benoît Delanoe et Bruno Davoine de le suivre dans l'aventure. La SASP Red Star 1897 est créé avec 8 associés. Il ouvre aussi le capital de la SASP à Luis Fernandez qui lui apporte un plus pour le projet.
Le 19 juin 2003, le TGI de Bobigny attribue le club du Red Star 93 au projet d'Eric Charrier qui devient le Red Star FC 93 (nouvelle association sportive nouveau statut). Après six mois de préparation, un tour de table et une levée de fonds, le "Red Star FC 93" est né adossé à la SASP Red Star 1897 pour former un groupement sportif. Eric Charrier prendra légitimement à la demande de ses associés la Présidence de l'association sportive pour la première saison et lancer le projet. Il cédera sa place à Bruno Davoine en 2005 lors de la montée en CFA2, pour raison professionnelle tout en gardant la Vice-Présidence, où il supervise la partie sportive, et les relations institutionnelles ; il reste également actionnaire de la SASP Red Star 1897.
Le club est alors en CFA depuis deux saisons avec Bruno Naidon comme coach, mais en fin de saison 2008-2009 intervient une cession de la majorité de la SASP à Patrice Haddad, qui devient alors le Président à l’orée de la saison 2009-2010. Eric Charrier cédera son siège lors de la montée en L2.
Le Red Star végète deux ans en DH, puis remonte en CFA 2 en 2005 avant de retrouver le CFA en 2006. En 2009, le club frôle la relégation mais un point de pénalité infligé par la FFF à la suite d'incidents de supporteurs est annulé par le tribunal administratif, après le refus initial de la FFF de suivre l'avis en ce sens du CNOSF. Le Red Star recrute alors Alain Mboma, l’entraîneur à succès de Villemomble. En 2011, l'équipe parisienne termine seconde du championnat et profite des relégations administratives du Grenoble Foot 38, du Gap Foot 05 et de l'Association sportive de Cannes football pour être promue en National.

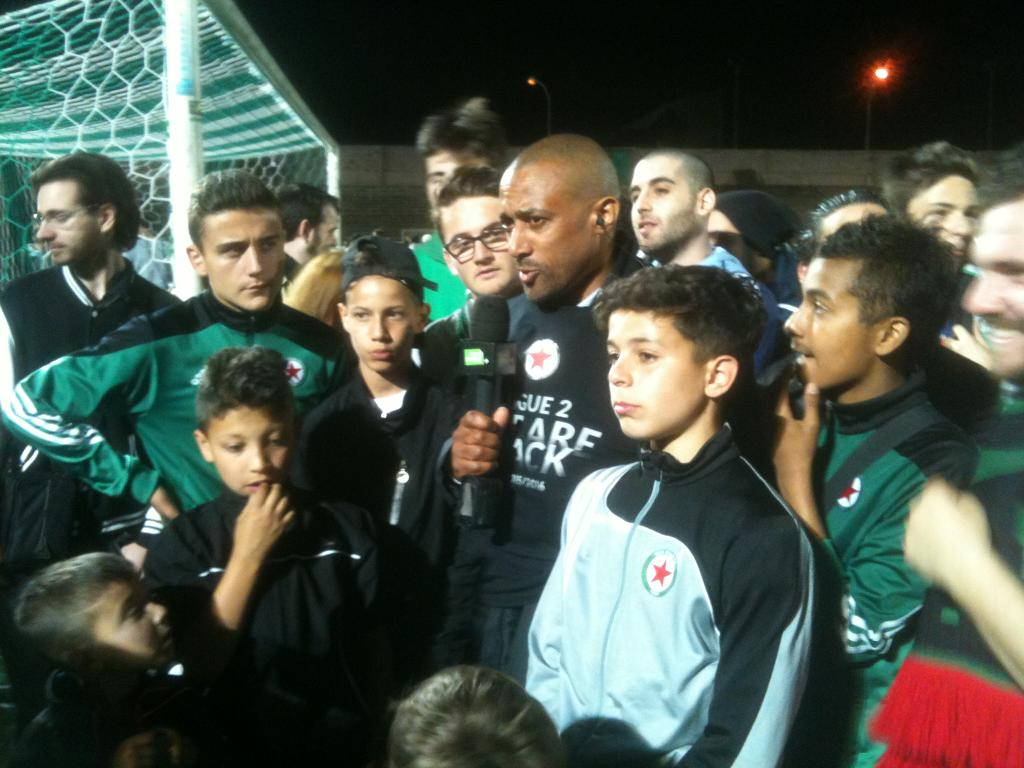
Steve Marlet au soir de l'accession du club en Ligue 2, près des supporters du club.

Mais cette annonce tardive de montée, l'adaptation compliquée à la pelouse synthétique et le départ d'Alain Mboma au Paris FC rendent le début de saison très difficile. Dès octobre, le nouvel entraîneur, Athos Bandini, est remercié au profit de Vincent Doukantié. À mi-saison, le club, revenu dans la course pour le maintien, s'offre un match de gala au Stade de France en 32e de finale de la Coupe de France face à l'Olympique de Marseille, large vainqueur devant plus de 40 000 spectateurs. À la faveur d'un sprint final de cinq victoires en six rencontres, le Red Star assure son maintien en National et termine à la 11e place. La saison suivante est également difficile mais les Audoniens sauvent encore leur place en National.

### Le retour dans le monde professionnel (2014-)
En 2014, le club est septième du championnat National, à douze points du podium alors qu'il était vu comme un candidat à la montée en Ligue 2. Le club se renforce sensiblement pour la saison suivante avec l'ambition d’accéder à la Ligue 2 en 2015. Le club, aux avant-postes durant toute la saison, est promu à deux journées du terme du championnat, mettant ainsi fin à seize ans d'absence à ce niveau,. Le club accède également aux huitièmes de finale de la Coupe de France, où il est battu par l'AS Saint-Étienne (2-1) au stade Jean-Bouin de Paris.
En 2017, le club est relégué en National 1 après une défaite face à l'AJ Auxerre. En 2018, le club devient champion de National, et remonte en Ligue 2 pour la saison 2018-2019. Néanmoins, les Audoniens n'arrivent pas à se pérenniser en Ligue 2 et sont relégables durant toute la première partie de saison, terminant bons derniers du championnat. En 2020, le club termine quatrième du National, même si la saison n'a pas été terminée à cause du COVID-19. En 2021, le club élimine le RC Lens, alors cinquième de Ligue 1, en 16es de la Coupe de France.
En mai 2022, le club est racheté par la société d’investissement américaine 777 Partners, également propriétaire de plusieurs clubs européens. Ce rachat suscite des réactions critiques de la part d’une partie des supporters, attachés à l’identité singulière du club.
En mai 2024, 777 Partners est visée par plusieurs procédures judiciaires aux États-Unis, notamment seize plaintes pour fraudes et dettes impayées. Confrontée à une situation de faillite, l’entreprise cède le contrôle du Red Star à son principal créancier, la société américaine d’assurances A-Cap, qui devient le nouveau propriétaire du club.

## Identité du club

### Couleurs et maillot
Le Red Star Club français adopte rapidement un maillot à larges bandes bleu marine et blanches. Après avoir fusionné en 1926 avec l'Olympique, le Red Star Olympique adopte la tenue de l'Olympique : maillot vert à manches blanches, short blanc et chaussettes noires. Le vert était la couleur de l'Olympique de Paris, qui l'avait lui-même héritée du Sporting Club de Vaugirard après une fusion en 1918. Le club va jouer dans ces couleurs jusque dans les années 1960, abandonnant ensuite progressivement ses manches blanches pour un maillot entièrement vert dans les années 1970. Dans le même temps, le Red Star arrête aussi peu à peu d'utiliser ses traditionnelles chaussettes noires, optant pour des chaussettes blanches des années 1980 aux années 2000,,,,. Dans les années 2010, le Red Star s'est éloigné de ses couleurs historiques. Le club change régulièrement de tenue, optant pour des maillots à divers motifs vert foncé et blanc, et des shorts et des chaussettes vertes ou blanches. Lors de la saison 2014-2015, le club joue ainsi dans une tenue blanche avec de simples liserés vert sur le maillot. Depuis, il rejoue avec ses couleurs classiques que sont le maillot vert avec un short blanc et des chaussettes blanches et vertes.
| années 1900-1920 | années 1930-1960 | années 1970 | années 1980-2000 | Saison 2014-2015 | Saison 2018-2019 |

#### Équipementiers
Dans les années 1950 et 1960, et comme pour la plupart des clubs de l'élite, l'équipementier français Le coq sportif spécialisé dans le textile destiné aux sportifs de haut niveau, fournit les maillots du club, jusqu'au début des années 1970. De 1972 à 1980, l'allemand Adidas réalise les maillots du Red Star FC, rebaptisé en 1978, AS Red Star. Puma prend le relais d'Adidas à partir du début des années 1980 et devient son fournisseur officiel pendant presque une décennie.
Dans les années 1990, le Red Star change régulièrement d'équipementiers en signant des contrats tour à tour avec Adidas, l'anglais Mitre Sports International, le néerlandais Masita notamment, avant de finir la décennie avec l'allemand Uhlsport. À partir de 1999 et cela jusqu'en 2004, les maillots sont signés Puma qui marque à nouveau son partenariat avec les Audoniens. En 2004, le club signe avec l'américain Nike. Pour la saison 2009-2010 en CFA, le Red Star FC 93 signe avec Lotto pour être son équipementier.
En 2010, le Red Star FC 93 signe un contrat de deux ans avec l'équipementier français Patrick. Le club brise ensuite cet accord pour signer en 2011, année durant laquelle le Red Star réintègre le National, avec Adidas pour être l'équipementier du club, et ainsi réaliser les maillots domicile et extérieur du club francilien. En 2021, le club annonce sa collaboration avec Kappa pour 3 saisons.
Le tableau suivant liste les équipementiers du club depuis 1972 :
| Période          | Nom                        |
| ---------------- | -------------------------- |
| Années 1960-1972 | Le coq sportif             |
| 1972-1980        | Adidas                     |
| 1980-1988        | Puma                       |
| 1988-1990        | Adidas                     |
| 1991-1992        | Mitre Sports International |
| 1992-1993        | Masita                     |
| 1993-1999        | Uhlsport                   |
| 1999-2004        | Puma                       |
| 2004-2009        | Nike                       |
| 2009-2010        | Lotto                      |
| 2010-2011        | Patrick                    |
| 2011-2021        | Adidas                     |
| Depuis 2021      | Kappa                      |

### Dénomination du club

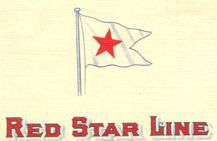
Drapeau de la Red Star Line.

Le club est fondé en février 1897 sous le nom de Red Star Club. Il fusionne en 1898 avec le Club sportif parisien, puis change son nom en 1901 en Red Star Club français pour diminuer l'anglomanie du nom. Il fusionne en 1907 avec l'Amical Football Club, fondé en 1904 et qui absorbe en 1905 le Sporting Club de la Plaine Monceau, pour former le Red Star Amical Club.
Le club change son nom en Red Star Club en 1920 et fusionne avec l'Olympique en 1926 pour former le Red Star Olympique. En 1946, à la demande de la municipalité de Saint-Ouen, il fusionne avec les « Sports Olympiques Audoniens », un club omnisports créé à la Libération. Enfin, de 1948 à 1950, les dirigeants fusionnent l'équipe professionnelle avec celle du Stade français, au sein du « Stade français-Red Star ». Enfin en 1967, il fusionna avec le Toulouse FC.
Plus récemment, en 2012, le Red Star FC 93 choisit de changer son nom en Red Star Football Club, nom déjà porté par le club francilien entre 1967 et 1978. Ce changement a pour but de « renouer avec [l']histoire et [la] longue tradition » du Red Star, selon un communiqué officiel.
Le choix du nom « Red Star » est semble-t-il — cette thèse est avancée par Jules Rimet lui-même, — le fait de Miss Jenny, la jeune gouvernante anglaise de la maison des frères Rimet et première marraine de l'association sportive, en référence à la compagnie transatlantique Red Star Line, qui l'amenait de l'Angleterre jusqu'à la France,,,. Selon d'autres sources, il s'agit d'une référence à Buffalo Bill,.
Le nom de Red Star a été donné à plusieurs reprises à d'autres clubs de football que celui de Saint-Ouen. Ainsi, en Algérie, durant la période coloniale française, on note un Red Star Algérois, qui occupe une place importante dans le paysage footballistique local, avec notamment comme figure majeure Pierre Ponsetti,. À Limoges, le Red Star Limoges, un club omnisports, est créé par Georges Verju, ancien joueur du Red Star original, en 1917 ; il fusionnera en 1947 pour créer le Limoges FC,. En 1945, Pierre Chayriguès s'installe à Avranches et y ouvre un café. Toujours passionné de football, l'ancien international audonien fonde le Red Star d'Avranches mais l'expérience est un échec et le club disparaît peu de temps après.

### Logos
Le blason du club est souvent représenté comme ayant plus de valeur qu'un simple logo de communication, mais comme un véritable symbole de l'équipe,. Cette étoile rouge est même devenu l'un des surnoms du club, l'Étoile rouge.
Sous la mandature d’Éric Charrier, en 2003, le club change de logo pour avoir l’identité actuelle, à quelques nuances de couleur. Certains supporters regrettent que le Red Star soit directement associé à la couleur rouge et aux idées communistes, et non aux couleurs verte et blanche, couleur du cercle sur le blason et des maillots du club, donnant également un autre surnom au club, les Verts et Blancs.

Red Star AC (Années 1910)
Red Star Olympique Audonien (1946-1967)
Red Star Football Club (1967-1978)
AS Red Star (1978-1984)
AS Red Star 93 (1984-2003)
Red Star FC 93 (2003-2012)
Red Star FC (2012-2014)
Logo actuel depuis 2014

## Palmarès et résultats

### Titres et trophées
Le Red Star remporte ses premiers titres au sein de la LFA, dont il est membre fondateur. En 1912, son titre de champion de LFA lui donne le droit de participer au Trophée de France, dont il est finaliste. Après la Première Guerre mondiale, le Red Star domine le football hexagonal en remportant trois fois la DH Paris Île-de-France et quatre fois la prestigieuse Coupe de France de football.
Deux fois champion de Division 2 dans les années 1930, le Red Star remplit son palmarès d'après-guerre avec une finale de Coupe de France disputée en 1946, trois titres de vice-champion de D2 respectivement obtenus en 1955, 1965 et 1974, et un titre de vainqueur de groupe de CFA 2 obtenu en 2006. Par ailleurs, le Red remporte un nouveau titre de DH en 1980. Le Red Star remporte son premier titre national depuis 1939 en 2015, année où il termine champion de National, un titre à nouveau remporté en 2018.
Le tableau suivant, actualisé en mai 2018, liste le palmarès du club dans les principales compétitions officielles auxquelles il participe.
| Compétitions nationales | Compétitions régionales                                                                      | Anciennes compétitions |
| --- | -------------------------------------------------------------------------------------------- | --- |
| - Championnat de France de Division 1 (D1) (1) - Vainqueur en 1941 (Zone occupée). - Coupe de France (5) - Vainqueur en 1921, 1922, 1923, 1928 et 1942. - Finaliste en 1946. - Championnat de France de Division 2 / Ligue 2 (D2) (2) - Champion en 1934 et 1939. - Vice-champion en 1955, 1965 et 1974. - Championnat de France de National (D3) (3) - Champion en 2015, 2018 et 2024. - Championnat de France de CFA 2 (D5) (1) - Vainqueur de groupe en 2006. | - DH Paris Île-de-France (D6) (3) - Champion en 1920, 1922 et 2005. - Vice-champion en 1980. | - Coupe Manier - Vainqueur en 1909. - Trophée de France - Finaliste en 1912. - Championnat de la LFA (2) - Champion en 1912 et 1919. - Vice-champion en 1911 et 1914. - Challenge de la renommée - Champion en 1919. |

### Parcours en championnat
Le Red Star FC compte dix-neuf saisons en Division 1 et trente-quatre saisons en Division 2. Il se place en 2015 à la 30e place du classement de première division toutes saisons confondues établi par la Ligue de football professionnel.
De plus, le club audonien totalise neuf saisons au troisième niveau national, dont six en National et trois en Division 3. À cela il faut ajouter sept saisons au quatrième niveau, dont six en CFA et une en Division 4, et deux saisons au cinquième échelon national, en CFA 2.
Le Red Star FC dispute également douze saisons en Division d'Honneur entre 1919 et 1932. Il en dispute encore six en 1950-1951, en 1960-1961, entre 1978 et 1980, puis entre 2003 et 2005.
| Championnat                      | Saisons | Titres | J    | G   | N   | P   | Bp   | Bc   | Diff |
| -------------------------------- | ------- | ------ | ---- | --- | --- | --- | ---- | ---- | ---- |
| Division 1 (1932-1975)           | 19      | 0      | 642  | 168 | 169 | 305 | 865  | 1211 | -346 |
| Division 2 / Ligue 2 (1933-1999) | 34      | 2      | 1226 | 470 | 330 | 426 | 1752 | 1678 | +74  |
| Division 3 (1981-1989)           | 3       | 0      | 90   | 58  | 17  | 15  | 156  | 63   | +93  |
| National (1999-2015)             | 5       | 1      | 186  | 58  | 49  | 79  | 201  | 241  | -40  |
| Division 4 (1980-1981)           | 1       | 0      | 26   | 17  | 4   | 5   | 53   | 29   | 24   |
| CFA (2001-2011)                  | 6       | 0      | 202  | 69  | 72  | 61  | 224  | 210  | 14   |
| CFA 2 (2002-2006)                | 2       | 0      | 60   | 21  | 15  | 24  | 65   | 71   | -6   |

Mise à jour : novembre 2017
La frise chronologique suivante montre l'évolution des championnats de la Fédération française de football et de la Ligue de football professionnel auxquels le Red Star a participé au cours de son histoire.

### Parcours en Coupe de France

#### Les succès des années 1920
Le Red Star est l'un des clubs les plus titrés en Coupe de France, remportant ses cinq titres durant la première moitié du XXe siècle, dont quatre dans les années 1920, à une époque où le Championnat de France de football n'existe pas. Lors de l'édition 1920-1921, le Red Star remporte aisément son premier match contre le Lutetia SC (6-0), puis gagne plus difficilement contre le Stade briochin (3-1), avant de battre Belfort (3-0),. En quart de finale, le Red Star l'emporte face à l'AS Cannes (4-0), vainqueur précédemment de l'autre club de Saint-Ouen, la JA Saint-Ouen,. En demi-finale, opposé au RC France, le Red Star se voit mené plusieurs fois au score, avant de s'imposer en fin de rencontre (4-3),. Pour la finale, au stade Pershing, les Audoniens sont opposés à l'Olympique de Paris ; menant deux buts à un, Lucien Gamblin arrête un tir parisien de la tête et de la main, forçant l'arbitre à désigner le point de penalty ; ce dernier nargue et vexe les joueurs de l'Olympique, qui ne savent pas qui doit tirer ce penalty décisif ; finalement, c'est Jules Dewaquez, qui voit son tir arrêté par le gardien audonien emblématique de cette période, Pierre Chayriguès qui fait remporter à son club, sa première Coupe de France,.

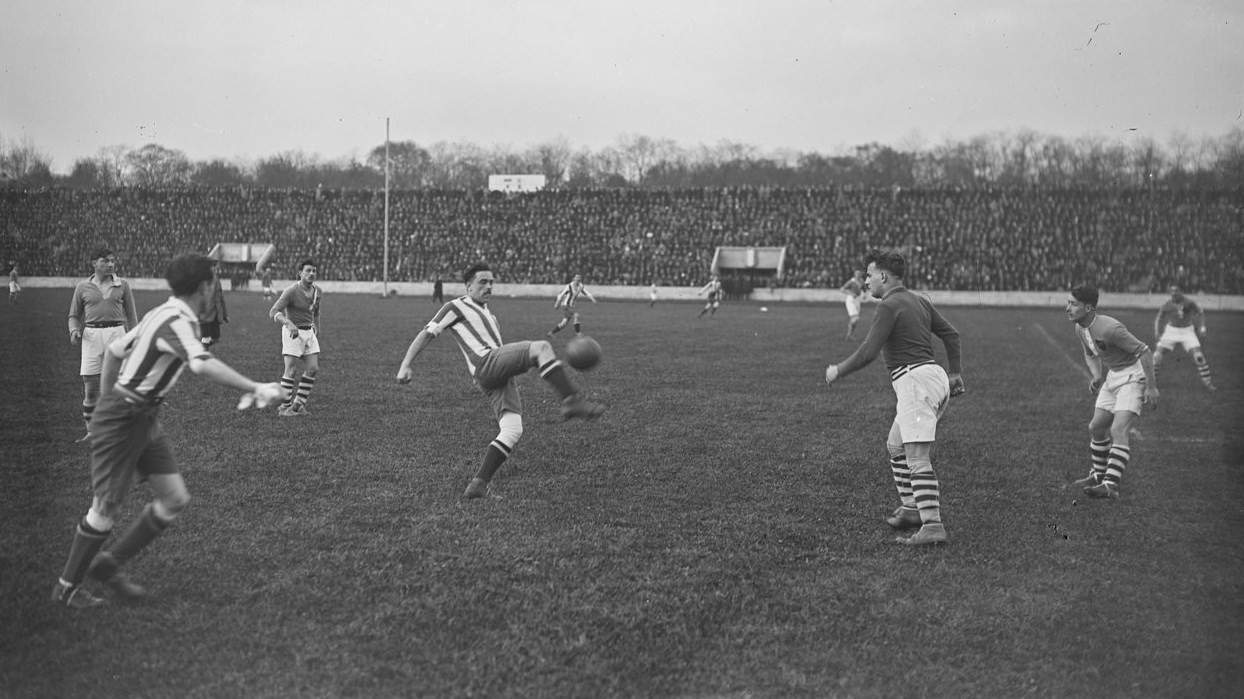
Dans un véritable derby, le Red Star affronte l'Olympique de Paris en demi-finale de la Coupe de France 1922-1923. Paul Nicolas, au centre, et ses coéquipiers s'imposent par 1-0.

Pour l'édition 1921-1922, les Audoniens dominent la compétition, marquant dix-huit buts pour seulement trois encaissés, battant notamment l'US Tourcoing (2-1), puis le FC Rouen (2-1),. En finale, le Red Star est opposé au Stade rennais UC ; le club francilien remporte sa seconde Coupe de France au Stade Pershing, devant 25 000 spectateurs, avec des buts de Paul Nicolas et de Raymond Sentubéry, alors que les attaques rennaises menées par Jean Caballero restent sans suite,.
Pour l'édition 1922-1923, le Red Star élimine à nouveau l'US Tourcoing (1-0), puis le RC Roubaix (4-0),. En demi-finale, le Red Star bat l'Olympique de Paris (1-0), comme en finale en 1921, grâce à un but de Juste Brouzes,. La troisième finale consécutive du Red Star oppose le club au FC Cette. Devant les 20 000 spectateurs du Stade Pershing, la première demi-heure est très prolifique, avec six buts inscrits : quatre en faveur du club audonien et deux pour le club sétois ; ce seront les seuls buts de la rencontre qui voit la troisième victoire du Red Star en Coupe de France (4-2),.
Après des années moins fructueuses, le Red Star retrouve le succès lors de l'édition 1927-1928. Le Red Star élimine notamment l'US Saint-Servan en huitièmes (5-1), Amiens SC (4-3) puis le Stade français (8-2) au cours de matchs très riches en buts. Lors de la finale au stade olympique de Colombes contre le CA Paris devant 30 000 spectateurs : le Red Star mène rapidement de deux buts mais voit l'Olympique réduire le score avant la mi-temps ; le Red Star marque un dernier but à l'heure de jeu et remporte sa quatrième Coupe de France,. Paul Nicolas remporte ainsi sa quatrième Coupe avec le club audonien, et Juste Brouzes, sa troisième.

#### Bons résultats des années 1930 et 1940
Durant les années 1930, le Red Star domine moins la compétition que dans la décennie précédente. Durant l'édition 1934-1935, le Red Star se fait remarquer en battant le SO Montpellier, mais surtout le FC Sète, champion de France professionnel et tenant du titre. En demi-finale, à Lyon, le Red Star ne démérite pas, mais doit s'incliner face à l'Olympique de Marseille (2-3),,. Lors de l'édition suivante, le Red Star élimine l'Amiens AC puis l'AS Brest, avant d'être éliminé en demi-finale par le FCO Charleville.
En 1940-1941, sous l'Occupation, le Red Star élimine Le Havre AC (2-0), le RC Paris (0-0, 1-0), puis le Stade de Reims (2-0), avant d'être éliminé en finale de la Zone occupée par les Girondins de Bordeaux (3-1),. En 1941-1942, le club audonien bat l'Espérance versaillaise (10-0), La Roche-Rigault (5-2), le FC Rouen (4-1) et les Girondins de Bordeaux (2-1). En finale de la Zone occupée, le Red Star bat le Stade de Reims (1-0). L'équipe affronte alors le RC Lens (1-1, 5-2), vainqueur en Zone interdite et se qualifie pour la finale nationale, face au FC Sète. Devant 40 000 spectateurs au stade olympique Yves-du-Manoir, Roger Vandevelde et Alfred Aston marque les deux buts qui offrent au Red Star sa cinquième et dernière Coupe de France. L'édition 1942-1943, abordée en tant que tenant du titre, voit le club éliminer le CA Montreuil (7-0) et l'US Le Mans (4-0), et être battu en demi-finale de la Zone occupée par les Girondins de Bordeaux (2-1).
En 1945-1946, le Red Star élimine notamment l'AS Cannes (3-1), et le Lyon OU (2-0), puis le Stade français (3-2), au terme d'un match se jouant dans les arrêts de jeu, qualifiant le Red Star pour sa sixième finale dans la compétition,. Malgré des pronostics partagés, le Red Star s'incline au Stade olympique Yves-du-Manoir devant près de 60 000 spectateurs, contre le Lille OSC qui enregistre par ailleurs son premier titre en Coupe de France (4-2).

#### Rares coups d'éclats (1946-)
Depuis 1946, le Red Star n'a jamais atteint le stade des demi-finales, mais a atteint quatre fois le cap des quarts de finale. En 1963-1964, le Red Star élimine le Stade rennais UC (4-2), puis LB Châteauroux (1-1, 3-1), puis l'AS Vauban-Strasbourg (1-0). En quart de finale, le Red Star bute sur les Girondins de Bordeaux (2-0), ces derniers partant favoris et arrêtant chaque attaque francilienne.
En 1971-1972, après avoir éliminé le SC Toulon (3-1, 0-0), le Red Star est éliminé par le RC Lens en quarts de finale (1-0, 0-0). En 1972-1973, le club bat le Stade rennais UC (3-1), le SC Abbeville (2-0), puis le FC Sochaux (1-3, 3-1, t.a.b 5-4). En quart de finale, le Nîmes Olympique élimine le club audonien, à l'issue d'un match retour se terminant dans une échauffourée générale (2-4, 2-1).
En 1991-1992, malgré des débuts hésitants où le Red Star se qualifie aux tirs-au-but aux septièmes et huitièmes tours, respectivement face à l'AS Beauvais (0-0, t.a.b 4-3) puis le CS Sedan (1-1, t.a.b 4-3), le club francilien élimine ensuite l'AC Cambrai plus facilement (3-0), avant de, de nouveau, s'employer pour sortir l'Olympiques d'Alès (0-0, t.a.b 5-4). En huitièmes de finale, le Red Star élimine l'EA Guingamp en prolongations (2-1). Le quart de finale opposant le Red Star à l'AS Cannes, se déroule sur terrain neutre, à Lyon, après un incident à Cannes ; dans un stade quasi-vide, les occasions sont rares et l'ASC élimine le Red Star en prolongations au cours d'un match marqué par la première apparition du jeune Zinédine Zidane sous le maillot de l'équipe première cannoise.
En 2012, le Red Star affronte l'Olympique de Marseille en 32es de finale de la Coupe de France, au Stade de France, attirant près de 45 000 spectateurs.
En 2014-2015, le Red Star, alors en National, se fait remarquer en atteignant les huitièmes de finale de la compétition pour la première fois depuis la saison 1999-2000 et en battant notamment l'AC Arles-Avignon en trente-deuxièmes de finale, se faisant éliminer par l'AS Saint-Étienne (1-2), au stade Jean-Bouin.

### Parcours en Coupe de la Ligue
Le Red Star participe à la Coupe de la Ligue française de football entre 1994 et 2001, puis à nouveau depuis 2015. Lors de la première édition de la Coupe en 1994-1995, le Red Star échoue aux seizièmes de finale contre le Montpellier Hérault Sport Club. L'édition suivante, le club va jusqu'en huitième de finale, après avoir vaincu aux tirs au but, le stade briochin, le FC Lorient et s'être finalement incliné face à l'AS Cannes. Lors des deux éditions suivantes, le parcours s'arrête rapidement pour les audoniens qui sont battus par le FC Lorient en 1996-1997 et en 1997-1998.
Lors de la Coupe de la Ligue 1998-1999, le Red Star franchit de nouveau le premier tour mais bute sur l'OGC Nice au tour suivant, aux tirs au but. Le Red Star réalise son meilleur parcours dans la compétition en atteignant le stade des demi-finales, lors de l'édition 1999-2000. Alors club de National (D3), le Red Star perd au stade Marville contre le futur vainqueur, le FC Gueugnon (D2), aux tirs au but (2-2, tab 8-9). La saison suivante, le Red Star ne parvient pas à se distinguer et est éliminé en 16es de finale avec une défaite contre l'AJ Auxerre.

## Personnalités du club

### Historique des dirigeants
Jean de Piessac est l'un des fondateurs du Red Star et en devient le premier président en 1897. Peu après, son beau-frère Jules Rimet, autre fondateur du club, le remplace, et reste à la tête du club jusqu'en 1910. Rimet quitte le club pour prendre la tête de la Ligue de football association, une organisation qu'il crée à la suite de la décision de l'USFSA de quitter la FIFA. Il dirigera par la suite la Fédération française de football, de 1919 à 1947, puis la Fédération internationale de football association, de 1921 à 1954. Initiateur de la Coupe du monde, il donne son nom au premier trophée de la compétition.
Rimet laisse sa place au Red Star à Jean Lacôme, administrateur de la Compagnie internationale des wagons lits. C'est notamment avec lui que le Red Star connaît son âge d'or, avec quatre victoires en Coupe de France. Après l'exclusion du club pour la Coupe de France 1928-1929, Lacôme démissionne et est remplacé par Guy de Bazillac. En 1932, le Red Star Olympique change de président et est dirigé par son président-mécène, Le Corre. En 1945, le Red Star est menacé de devoir abandonner son stade et Le Corre est contraint à la démission. Pierre Leroy, percepteur du 17e arrondissement de Paris et critique musical, prend la suite et parvient à trouver un accord avec la municipalité de Saint-Ouen, renommant le club en Red Star Olympique Audonien.
En 1952, le club est de nouveau sauvé grâce aux fonds d'un seul homme, Gilbert Zenatti,. Homme au passé plutôt trouble, il gère des entreprises de textiles, des cercles de jeu parisiens, et, au Red Star, se distingue lors des mercatos, recrutant de nombreux joueurs. Toutefois, il est mêlé dans plusieurs scandales de corruption avec le club francilien, comme lors de la saison 1954-1955, où le club donne de l'argent à des joueurs ou des entraîneurs des équipes adverses, en lutte pour la promotion en Division 1. Zenatti est suspendu pour une durée de trois ans. Malgré cette suspension, Zenatti reste président, et voit une nouvelle affaire de corruption pour la saison 1959-1960 : un « inconnu » tente de corrompre le gardien nantais Lehel Somlay, qui refuse et qui rapporte l'affaire à la Ligue. Peu avant la reprise, la Ligue exige la formation d'un nouveau comité directeur du club audonien : Zenatti refuse de partir, le Red Star est exclu du championnat. Il reste en place malgré les scandales et dirige le club audonien seul jusqu'en 1967.
En 1967, le « milliardaire rouge » Jean-Baptiste Doumeng est l'auteur d'une fusion controversée de son club, le Toulouse FC avec le Red Star : le Red Star Olympique Audonien est renommé en Red Star Football Club. En effet, les relations difficiles de l'homme d'affaires communiste avec le maire SFIO de Toulouse persuadent Doumeng à fusionner son club avec le Red Star de Gilbert Zenatti ; à Toulouse, le football est quasiment éteint et ne revit qu'au début des années 1970, sous le nom d'Union sportive de Toulouse,. Les coprésidents Zenatti et Doumeng démissionnent à la fin de la saison 1972-1973 qui voit la relégation du club en Division 2. En 1973, la municipalité de Saint-Ouen nomme Paul Sanchez, personnalité communiste, alors premier adjoint du maire, et fait remonter le club en Division 1,. Toutefois, le club perd beaucoup d'argent dans les recrutements et se retrouve de nouveau en crise, en étant relégué en 1975. Jean-Claude Massot, alors entrepreneur de 29 ans, est nommé président du club, avec de nombreuses promesses qu'il ne pourra pas tenir. Il est écarté par la mairie en 1977,. Le club est placé en liquidation judiciaire fin 1977, et dépose le bilan en 1978.
Après le dépôt de bilan du Red Star en 1978, Claude Gontier devient président de l'AS Red Star. Mais trois semaines après, Gontier avoue qu'il n'est « pas suffisamment disponible pour tenir ce poste » et présente sa démission. Alors vice-président, Jean-Claude Bras devient le président de l'AS Red Star tout en continuant sa carrière de joueur. Mais en 2001, les problèmes financiers et les résultats sportifs accablent Bras qui quitte le club après 23 ans de présidence, lequel subit un dépôt de bilan en 2002.
Jean-Michel Roussier, ancien dirigeant de l'Olympique de Marseille succède à Bras, avec pour ambition de redevenir professionnel. Mais quelques mois après, en janvier 2002, Roussier démissionne et laisse sa place au Franco-Britannique Nigel Atkins, ami de Jean-Claude Bras.
Menacé de liquidation, le club est cédé en juin 2003 par le TGI de Bobigny à Éric Charrier. Un an plus tard, Bruno Davoine lui succède. Après avoir failli être renversé de la présidence du club en 2006, Davoine fait appel à Patrice Haddad, actionnaire très minoritaire de l'Entente SSG, proche du Red Star, qui prend un rôle de médiateur et résout le conflit. Le 19 janvier 2008, le même Patrice Haddad devient président du club après la démission de Davoine, n'étant plus assez disponible pour rester président.
| Période   | Nom             |
| --------- | --------------- |
| 1897      | Jean de Piessac |
| 1897-1910 | Jules Rimet     |
| 1910-1929 | Jean Lacôme     |
| 1929-1932 | Guy de Bazillac |
| 1932-1945 | Le Corre        |
| 1945-1952 | Pierre Leroy    |

| Période   | Nom                                |
| --------- | ---------------------------------- |
| 1952-1967 | Gilbert Zenatti                    |
| 1967-1973 | G. Zenatti & Jean-Baptiste Doumeng |
| 1973-1975 | Paul Sanchez                       |
| 1975-1977 | Jean-Claude Massot                 |
| 1978      | Claude Gontier                     |
| 1978-2001 | Jean-Claude Bras                   |

| Période     | Nom                  |
| ----------- | -------------------- |
| 2001-2002   | Jean-Michel Roussier |
| 2002-2003   | Nigel Atkins         |
| 2003-2004   | Éric Charrier        |
| 2004-2008   | Bruno Davoine        |
| Depuis 2008 | Patrice Haddad       |

### Historique des entraîneurs

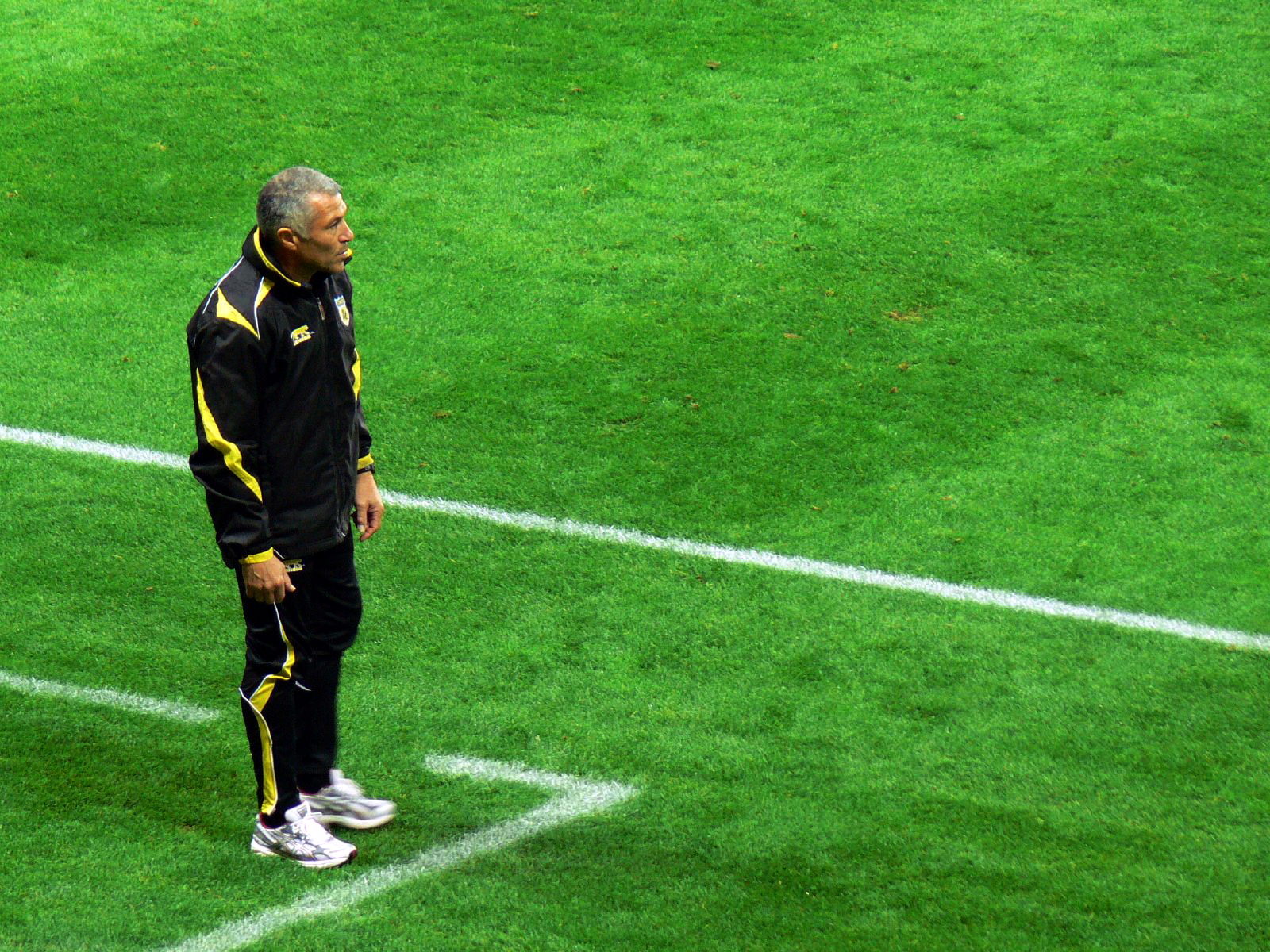
Georges Eo, sur le banc du Red Star durant cinq saisons, en est l'un des entraîneurs emblématiques.

Lors des cinq victoires du club en Coupe de France, entre 1921 et 1928 puis en 1942, aucun entraîneur n'est officiellement appointé : le premier entraîneur professionnel connu du Red Star est Paul Baron en 1934. Depuis l’avènement du professionnalisme, la meilleure performance du club en championnat - la septième place de 1947 - est l’œuvre de Georges Villemin, un entraîneur dont on ne sait que peu de choses.
En 2009, le Red Star honore sur son site Internet six entraîneurs ayant « laissé une marque indélébile » : Roland Richard, Jean Avellaneda, Roger Lemerre, Georges Eo, Philippe Troussier et Pierre Repellini.
Sur le plan de la longévité, les trois entraîneurs les plus remarquables de l'histoire du Red Star sont l'Argentin Guillermo Stábile (quatre saisons à la fin des années 1930), Jean Avellaneda (huit saisons dans les années 1960), Roger Lemerre (quatre saisons, en deux fois, à la fin des années 1970) et Georges Eo (cinq saisons au début des années 1980). Dans les années 1990 et 2000, Robert Herbin, Pierre Repellini et Jean-Luc Girard notamment se sont succédé à plusieurs reprises.

#### Premiers entraîneurs (1911-1949)
Roland Richard est le premier entraîneur connu du Red Star, au début des années 1910. Il est notamment à la tête de l'équipe qui gagne le championnat de la LFA en 1912,. Paul Baron, ancien joueur du Red Star entre 1926 et 1930, et international français entraîne le club durant la saison 1934-1935. De 1935 à 1939, le prestigieux international argentin Guillermo Stábile occupe les fonctions de joueur et d'entraîneur au sein du club audonien,. Alors que la Seconde Guerre mondiale se prépare, Stábile fuit la France et rejoint son pays natal ; l'international français et joueur du Red Star depuis cinq ans Augustin Chantrel lui succède pour le reste de la saison 1938-1939. En 1940, Jules Vandooren, joueur depuis un an au Red Star, devient entraîneur de toutes les équipes du club.
Après la Seconde Guerre mondiale, c'est l'international français Edmond Delfour qui devient entraîneur-joueur du Red Star. Georges Villemin prend sa suite pour la saison 1946-1947, réalisant la meilleure performance du club en championnat. Il est remplacé en 1947 par l'international français d'origine autrichienne Auguste Jordan, personnalité emblématique du RC Paris,. André Riou entraîne le Stade français-Red Star de 1948 à 1949

#### Entre Division 1 et Division 2 (1952-1978)
Après la séparation avec le Stade français, le club passe deux ans en DH Paris, puis retrouve la Division 2 en 1952, avec pour entraîneur l'ancien joueur André Simonyi. Plus tard, en 1993, c'est lui qui donnera le coup d'envoi du 1000e match du Red Star. Eugène Proust prend brièvement les rênes du club, tout en étant joueur,. L'ancien entraîneur des Sports réunis Colmar et du RC Strasbourg Charles Nicolas lui succède en 1953, avec pour objectif de monter en Division 1 ; il semble y arriver en 1955, mais le Red Star est impliqué dans une affaire de corruption qui entraîne la radiation à vie de Nicolas. Le Franco-Italien Angelo Grizzetti le remplace donc pour la saison 1955-1956,.
Paul Baron, entraîneur du club il y a plus de vingt ans, et, après une expérience de dix ans au RC Paris, revient au Red Star et entraîne les joueurs de 1956 à 1958. Jean Prouff, passé par de nombreux clubs, joue pour le Red Star entre 1957 et 1959 et l'entraîne de 1958 à 1959,. L'international tchécoslovaque Georges Hanke entraîne les joueurs pour la saison 1959-1960. André Simonyi fait son retour au sein du club, et l'entraîne durant une partie de l'année 1960, et Paul Baron lui succède durant le reste de la saison 1960-1961. Jean Avellaneda entraîne le club de 1961 à 1969, et recrute des joueurs emblématiques du club comme Jean-Claude Bras.
Après huit saisons sous Avellaneda, Ladislas Nagy lui succède en 1969, opérant de nombreux changements dans l'effectif,. Marcel Tomazover lui succède en 1970, et reste en place jusqu'en 1972. Joueur du Red Star de 1967 à 1970, l'Argentin José Farías, l'un des inventeurs de la roulette, devient entraîneur du club de 1972 à 1974,. André Merelle lui succède en tant qu'intérimaire, au cours d'un mandat qui durera six mois, qui sera brisé par Merelle lui-même, préférant rester simple joueur du Red Star. Marcel Tomazover fait ensuite son retour pour le reste de la saison 1974-1975. À partir de 1975, Roger Lemerre entraîne les joueurs audoniens, tout juste relégués en Division 2 ; très proches de la promotion, Lemerre reste en place jusqu'en 1978, année de la faillite du club.

#### Remontée et maintien en Division 2 (1978-1999)
Le Paraguayen Carlos Monín, joueur du Red Star de 1967 à 1974 puis entraîneur de l'équipe réserve, reprend la responsabilité de l'équipe première de la nouvelle AS Red Star, en DH Paris, à la suite du dépôt de bilan Red Star FC. La saison suivante, Claude Dubaële prend les commandes du club et réussit son objectif, faire monter le Red Star en Division 4. Georges Eo est le grand artisan de la remontée du Red Star en Division 2 avec deux montées consécutives ; entraîneur-joueur de 1980 à 1983, il ne se consacre plus qu'à son poste d'entraîneur jusqu'en 1985. Roger Lemerre revient au club audonien pour la saison 1985-1986. Ancien joueur du Red Star, Gérard Laurent succède à Lemerre, mais le club se voit relégué à la fin de la saison. Philippe Troussier, ancien joueur du club, fait ses débuts d'entraîneur avec le Red Star en 1987 ; pour sa première saison, il manque de peu la promotion, chose qu'il réussit la saison suivante. Bernard Maligorne lui succède seulement pour quelques semaines. Patrice Lecornu prend sa suite pour seulement treize matchs de la saison 1989-1990. Lecornu restera au club en tant que directeur du centre de formation, révélant notamment Steve Marlet. Le Red Star termine la saison avec l'international belge Henri Depireux, qui sauve le club de la relégation,.
La saison 1990-1991 se déroule sous la houlette de Michel Rouquette. L'ancien entraîneur de l'AS Saint-Étienne, Robert Herbin, par ailleurs très attaché au club pour avoir assisté régulièrement aux matchs durant sa jeunesse, lui succède en 1991. Il y reste jusqu'en 1995, accompagné par Pierre Repellini depuis 1993 ; ce dernier devient entraîneur unique pour la saison 1995-1996. Pendant la saison 1996-1997, le Red Star est dirigé par l'Algérien Abdel Djaadaoui, futur sélectionneur de l'équipe algérienne,. Jean Sérafin prend sa suite pour la saison 1997-1998,. Ancien entraîneur adjoint, Jean-Luc Girard devient entraîneur principal du Red Star pour la saison 1998-1999, qui verra le relégation du club, et le début de sa descente aux enfers.

#### Une baisse de niveau corrélée à une instabilité du poste d'entraîneur (1999-2015)
Relégué en National en 1999, l'AS Red Star 93 est entraînée par le duo Jean-Luc Girard-Pierre Repellini. En 2000, le duo est remplacé par Jacky Lemée. Redevenu entraîneur adjoint, Jean-Luc Girard remplace Lemée en novembre de la même année pour deux mois. Le responsable du centre de formation et ancien entraîneur Pierre Repellini revient aux commandes du club pour le reste de la saison, mais ne peut pas éviter la relégation en CFA. Girard reprend de nouveau les rênes de ce club en perdition pour la saison 2001-2002, qui voit le club relégué en CFA 2. L'ancien joueur Mustapha Ousfane dirige le club pour la saison 2002-2003, mais ne peut pas redresser le club qui est relégué en DH Paris.
Le Franco-Algérien Azzedine Meguellatti entraîne les joueurs audoniens pour la saison 2003-2004. Jean-Luc Girard redevient une nouvelle fois entraîneur principal, entre 2004 et 2006, et fait le monter le club en CFA 2 puis en CFA. Lors des saisons 2006-2007 et 2007-2008, le club est entraîné par Bruno Naidon. Il est licencié à l'issue de cette deuxième saison. François Ciccolini lui succède pour la saison 2008-2009. En mars, Ciccolini est licencié et remplacé par David Giguet, qui sauve le club de la relégation. À l'intersaison, le Camerounais Alain Mboma rejoint le Red Star. Après deux ans et la promotion en National, Mboma rejoint le Paris Football Club, équipe rivale.
Athos Bandini rejoint le club en 2011. Licencié après dix matchs, Bandini se sent « abusé » et « exploité ». Vincent Doukantié, alors joueur du club, prend sa retraite et devient entraîneur de l'équipe première pour les saisons 2011-2012 et 2012-2013. En 2013, il est remplacé par Laurent Fournier,. Après seulement quelques mois, il est remplacé par Sébastien Robert, ancien entraîneur de la réserve et directeur technique. Après deux années et la promotion en Ligue 2, Sébastien Robert est démis de ses fonctions, mais redevient directeur technique en 2015.

#### Retour au professionnalisme (depuis 2015)
À l'occasion du retour en Ligue 2 et au professionnalisme, le Red Star recrute le Portugais Rui Almeida comme entraîneur,.
Le club est relégué en National à la fin de la saison 2016-2017, puis champion de National en 2017-2018, avant d'être à nouveau relégué la saison suivante.
Le stade Bauer est racheté en 2021 par le groupe nantais Réalités. En février 2022, le projet de rénovation du stade est adopté. En mars 2022, un projet de rachat par un fonds d'investissement américain est annoncé.

#### Liste des entraîneurs
Le tableau suivant liste les entraîneurs de l'équipe première du Red Star FC depuis 1934.
| Période   | Nom               |
| --------- | ----------------- |
| 1932-1933 | Robert Fischer    |
| 1934-1935 | Paul Baron        |
| 1935-1939 | Guillermo Stábile |
| 1939      | Augustin Chantrel |
| 1940-1941 | Jules Vandooren   |
| 1945-1946 | Edmond Delfour    |
| 1946-1947 | Georges Villemin  |
| 1947-1948 | Auguste Jordan    |
| 1948-1949 | André Riou        |
| 1952-1953 | André Simonyi     |
| 1953      | Eugène Proust     |
| 1953-1955 | Charles Nicolas   |
| 1955-1956 | Angelo Grizzetti  |
| 1956-1958 | Paul Baron        |
| 1958-1959 | Jean Prouff       |
| 1959-1960 | Georges Hanke     |
| 1960      | André Simonyi     |
| 1960-1961 | Paul Baron        |
| 1961-1969 | Jean Avellaneda   |
| 1969-1970 | Ladislas Nagy     |
| 1970-1972 | Marcel Tomazover  |
| 1972-1974 | José Farías       |
| 1974      | André Merelle     |

| Période   | Nom                                |
| --------- | ---------------------------------- |
| 1974-1975 | Marcel Tomazover                   |
| 1975-1978 | Roger Lemerre                      |
| 1978-1979 | Carlos Monín                       |
| 1979-1980 | Claude Dubaële                     |
| 1980-1985 | Georges Eo                         |
| 1985-1986 | Roger Lemerre                      |
| 1986-1987 | Gérard Laurent                     |
| 1987-1989 | Philippe Troussier                 |
| 1989      | Bernard Maligorne                  |
| 1989-1990 | Patrice Lecornu                    |
| 1990      | Henri Depireux                     |
| 1990-1991 | Michel Rouquette                   |
| 1991-1993 | Robert Herbin                      |
| 1993-1995 | Robert Herbin & Pierre Repellini   |
| 1995-1996 | Pierre Repellini                   |
| 1996-1997 | Abdel Djaadaoui                    |
| 1997-1998 | Jean Sérafin                       |
| 1998-1999 | Jean-Luc Girard                    |
| 1999-2000 | Jean-Luc Girard & Pierre Repellini |
| 2000      | Jacky Lemée                        |
| 2000-2001 | Jean-Luc Girard                    |
| 2001      | Pierre Repellini                   |
| 2001-2002 | Jean-Luc Girard                    |

| Période     | Nom                  |
| ----------- | -------------------- |
| 2002-2003   | Mustapha Ousfane     |
| 2003-2004   | Azzedine Meguellatti |
| 2004-2006   | Jean-Luc Girard      |
| 2006-2008   | Bruno Naidon         |
| 2008-2009   | François Ciccolini   |
| 2009        | David Giguet         |
| 2009-2011   | Alain Mboma          |
| 2011        | Athos Bandini        |
| 2011-2013   | Vincent Doukantié    |
| 2013        | Laurent Fournier     |
| 2013-2015   | Sébastien Robert     |
| 2015-2016   | Rui Almeida          |
| 2017        | Claude Robin         |
| 2017-2018   | Régis Brouard        |
| 2018-2019   | Faruk Hadžibegić     |
| 2019        | Vincent Doukantié    |
| 2019        | Christian Caminiti   |
| 2019-2021   | Vincent Bordot       |
| 2021-2024   | Habib Beye           |
| Depuis 2024 | Grégory Poirier      |

### Joueurs emblématiques

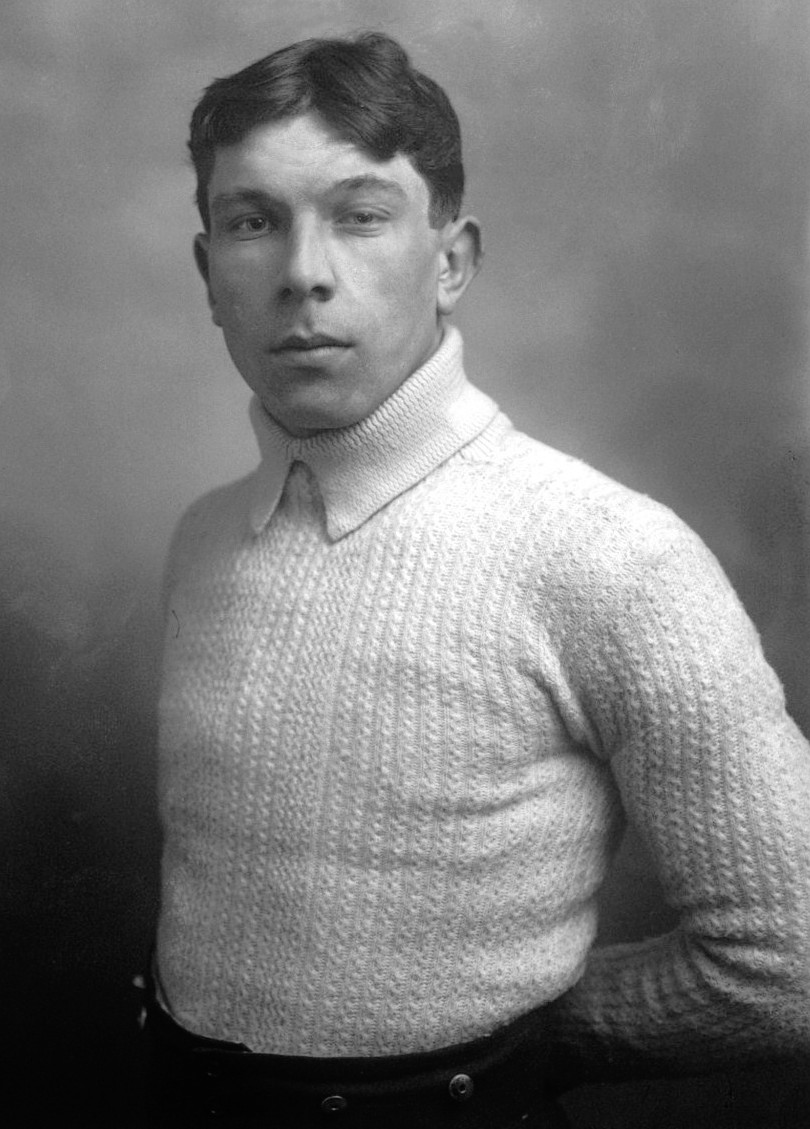
Pierre Chayriguès, la « première star du foot français ».

Au début des années 2010, le Red Star honore sur son site Internet quarante-cinq « grands noms » passés par le club. Cette liste rassemble les vedettes du Red Star des années 1920, vainqueur à quatre reprises de la Coupe de France. Dans les buts, Pierre Chayriguès, la « première star du foot français », est un gardien de but de renommée internationale, adoré par le public pour son jeu moderne et spectaculaire. Il joue au Red de 1911 à 1925, parfois épisodiquement mais en se montrant souvent décisif, comme l'illustre sa performance en finale de la Coupe en 1921. En défense, Lucien Gamblin en est le capitaine emblématique : défenseur fidèle au Red Star de 1907 à 1925, il dispute les trois finales de 1921, 1922 et 1923 et porte également le brassard en sélection. Il se reconvertit en journaliste sportif avec un certain succès. Dans l’entre-jeu on trouve Juste Brouzes, qui manque la finale victorieuse de 1922 mais pas les trois autres. Joueur du Red Star de 1913 à 1929, il brille particulièrement par sa longévité. En 1928, à 34 ans, il honore quatre sélections en équipe de France, dont le match de premier tour des Jeux olympiques au cours duquel il inscrit deux buts face à l'Italie (3-4). Enfin en attaque, Paul Nicolas, le meilleur buteur français de l'entre-deux-guerres, est le seul à disputer les quatre finales de 1921, 1922, 1923 et 1928. Il préside par la suite le Groupement des clubs autorisés puis dirige l'équipe de France lors de la Coupe du monde de 1958.
Parmi leurs compagnons d'époque, souvent internationaux également, on trouve le demi François Hugues, au Red Star de 1913 à 1927 mais qui manque le succès de 1922, étant parti jouer une saison au Stade rennais UC, adversaire malheureux du Red Star en finale, Philippe Bonnardel, un des cadres de l'équipe au milieu de terrain entre 1920 à 1925, Robert Joyaut, arrivé enfant au Red Star et dont la carrière prometteuse est interrompue en 1924 par une blessure en Coupe de France, Maurice Meyer, le compagnon de Gamblin en défense, l'ailier Marcel Naudin, et plus tard le milieu Marcel Domergue, capitaine vainqueur en 1928, ainsi que l'arrière Augustin Chantrel.

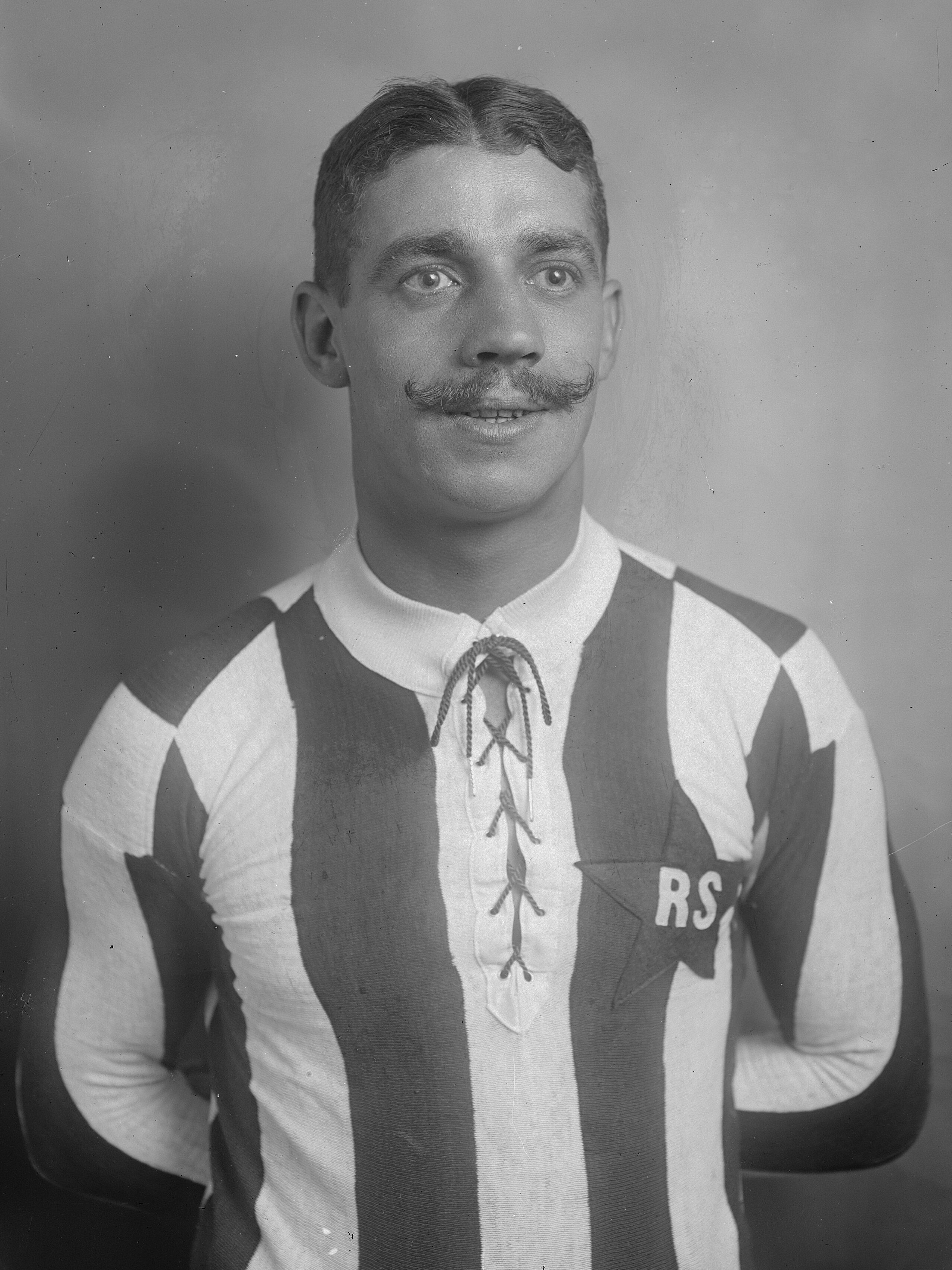
Eugène Maës sous le maillot du Red Star.

Plusieurs autres joueurs présents dans la liste du club sont reconnus pour avoir été sélectionnés en équipe de France pendant leur carrière au Red Star, comme Alfred Aston, Jean Baeza, Pierre Bernard, le gardien de but Julien Darui, élu « gardien de but français du siècle » en 1999 par l'Équipe Magazine, Émilien Devic, René Fenouillère (mort au combat en 1916), Marcel Langiller, Lucien Leduc, Eugène Maës, quinze buts en onze sélections, Jacques Mairesse (mort prisonnier en 1940), Georges Meuris, Louis Mistral, Henri Roessler ou encore Alexis Thépot.
La liste est complétée par les joueurs suivants : Jean-Claude Bras, Claude Chazottes, Max Richard, le buteur argentin Nestor Combin, Roger Magnusson, Fleury Di Nallo, l'Argentin José Farías, René Fenouillère, Jean-Luc Girard, le défenseur argentin Helenio Herrera, vainqueur de la dernière Coupe de France du club en 1942, Charles Itandje, Sylvain Kastendeuch, Christian Laudu, Patrice Lecornu, Steve Marlet, attaquant formé au club devenu international français au début des années 2000, l'Ivoirien Abdoulaye Meïté, le Paraguayen Carlos Monín, Armand Penverne, Marcel Pinel, l'Argentin Alejandro Scopelli, Jacky Simon, André Simonyi, l'Argentin Guillermo Stábile, recruté quelques années après avoir été meilleur buteur de la Coupe du monde 1930, le Yougoslave Safet Sušić.
En 2012, le magazine So Foot publie un « top 10 des joueurs du Red Star », qui se limite aux années professionnelles, particulièrement les dernières décennies. Les trois premiers sont Helenio Herrera, Nestor Combin et Steve Marlet. Le site allezredstar.com liste également dans sa « Galerie des grands joueurs » une centaine de joueurs.

#### Joueurs en équipe de France
| Nom                | De   | À    | Sél. | Buts |
| ------------------ | ---- | ---- | ---- | ---- |
| Alfred Aston       | 1934 | 1946 | 28   | 5    |
| Paul Nicolas       | 1920 | 1928 | 28   | 18   |
| Alexis Thépot      | 1929 | 1935 | 24   | 0    |
| Steve Marlet       | 2000 | 2004 | 23   | 6    |
| Pierre Chayriguès  | 1911 | 1925 | 21   | 0    |
| Philippe Bonnardel | 1921 | 1925 | 20   | 0    |
| François Hugues    | 1919 | 1924 | 18   | 1    |
| Lucien Gamblin     | 1911 | 1923 | 17   | 0    |
| Eugène Maës        | 1911 | 1913 | 11   | 15   |

Le Red Star compte 37 joueurs à avoir été sélectionné en équipe de France. Parmi eux, plusieurs ont disputé des tournois internationaux. Le tout premier est René Fenouillère, à l'occasion des Jeux olympiques d'été de 1908. Il faut attendre les Jeux olympiques de 1920 pour retrouver avec François Hugues et Paul Nicolas des joueurs du Red Star en équipe de France olympique. Jusqu'en 1928, l'équipe de France olympique compte à chaque fois des joueurs du Red Star : Philippe Bonnardel, Pierre Chayriguès et Paul Nicolas en 1924 à Paris; Juste Brouzes, Augustin Chantrel, Marcel Domergue, Jules Monsallier et Paul Nicolas en 1928.
Marcel Pinel et le gardien de but Alex Thépot participent à la première Coupe du monde de football, en 1930. Alfred Aston, Jacques Mairesse et Alex Thépot participent à la Coupe du monde de football 1934. À la Coupe du monde 1938, seul Alfred Aston représente le Red Star.
Le 28 janvier 1923, l'équipe de France, en déplacement à San Sebastián pour un match amical contre l'Espagne, aligne sept joueurs du Red Star (Chayriguès, le gardien de but, Gamblin, capitaine, Joyaut, Hugues, Bonnardel, Brouzes et Nicolas), qui disputent tous l'intégralité du match. Cette performance est unique dans l'histoire de la sélection.

#### Bilan joueurs
Au cours de son histoire, le club audonien a compté dans ses rangs plusieurs joueurs qui ont marqué de leur empreinte l'histoire du club.
Le milieu français Jean-Luc Girard est le joueur le plus capé sous le maillot audonien avec 282 apparitions suivi par le latéral droit français Guy Garrigues avec 251 apparitions.
Au rayon des meilleurs buteurs, c'est l'attaquant suédois Bror Mellberg qui occupe la première place avec 76 réalisations suivi de l'attaquant français Samuel Michel auteur de 72 réalisations sous le maillot du Red Star FC.
| Rang | Nom               | Matchs | Carrière au club                  |
| ---- | ----------------- | ------ | --------------------------------- |
| 1    | Jean-Luc Girard   | 282    | 1986–1997                         |
| 2    | Guy Garrigues     | 251    | 1967–1975                         |
| 3    | Robert Loubière   | 230    | 1952–1953 1954 - 1960 1961 - 1963 |
| 4    | Christophe Fiatte | 213    | 1988–1998                         |
| 5    | Fabien Valéri     | 201    | 1992–2000                         |

| Rang | Nom            | Buts | Matchs | Carrière au club              |
| ---- | -------------- | ---- | ------ | ----------------------------- |
| 1    | Bror Mellberg  | 76   | 109    | 1953–1956                     |
| 2    | Samuel Michel  | 72   | 191    | 1989–1994 1997–1999           |
| 3    | Roger Quenolle | 54   | 130    | 1953–1957                     |
| 4    | Steve Marlet   | 47   | 169    | 1991–1996 2011–2012           |
| 5    | Yvon Robinet   | 47   | 157    | 1958–1959 1961–1964 1965–1967 |

## Effectif professionnel actuel
Le tableau ci-dessous recense l'effectif professionnel actuel du Red Star FC pour la saison 2025-2026.

## Structures du club

### Stades

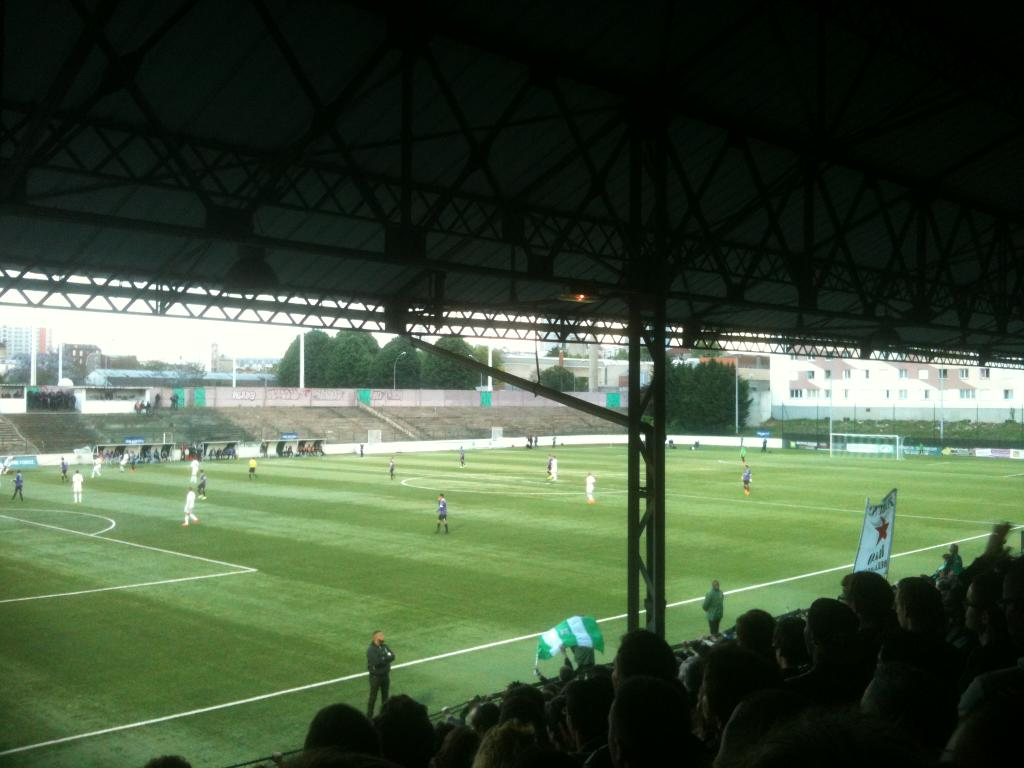
Vue depuis la tribune principale du stade Bauer du match Red Star-FC Istres, officialisant l'accession du Red Star en Ligue 2 en 2015.

À ses débuts, le Red Star évolue près du champ-de-Mars, puis déménage à Meudon en 1900. Elle y joue d'abord sur un terrain en terrasse dominant la Seine, puis au petit stade vélodrome local. En 1907, le club obtient la location d'un terrain à Paris, situé à proximité de la station de métro de Grenelle. Mais il en est chassé en 1909 à la suite de la vente de l'emplacement, destiné à accueillir le Vélodrome d'Hiver.
Le club obtient alors la location d'un ensemble de jardins situé rue de la Chapelle à Saint-Ouen, à proximité du 18e arrondissement de Paris. Il y aménage progressivement un terrain, d'abord connu comme le « Stade de la rue de la Chapelle ». Bientôt le stade est connu comme le stade de Paris, puis comme le stade Bauer après la Seconde Guerre mondiale, après que la rue bordant le stade ait été rebaptisée en hommage au résistant communiste Jean-Claude Bauer (1910-1942). L'enceinte sera la résidence du Red Star sans discontinuité jusqu'en 1998.
Le stade est inauguré le 24 octobre 1909 à l'occasion d'un match amical entre les Audoniens et Old Westminsters FC, un club amateur de Londres. Il accueille deux matchs de l'équipe de France dès le printemps 1911. 4 000 spectateurs assistent au match France-Belgique en janvier 1912. Le stade se trouve sérieusement agrandi au début des années 1920 mais reste assez rudimentaire pour un club de cette envergure, et se trouve entouré d'usines. Après la Seconde Guerre mondiale, la municipalité de Saint-Ouen organise de grands travaux de rénovation. Quelques années plus tard, en 1955, Saint-Ouen y installe les éclairages nécessaires aux matchs nocturnes, à la demande du président Zenatti. En 1975, dernière année du Red Star en Division 1, une troisième tribune de 7 500 places est construite, le long de la rue du Docteur Bauer. Cependant le stade devient vite vétuste avec les difficultés sportives du club. En 1996, le principe d'une rénovation est actée par la mairie après de longs débats, mais ne se concrétise pas. Le début d'une vingtaine d'années de tergiversations autour de l'avenir du stade Bauer.

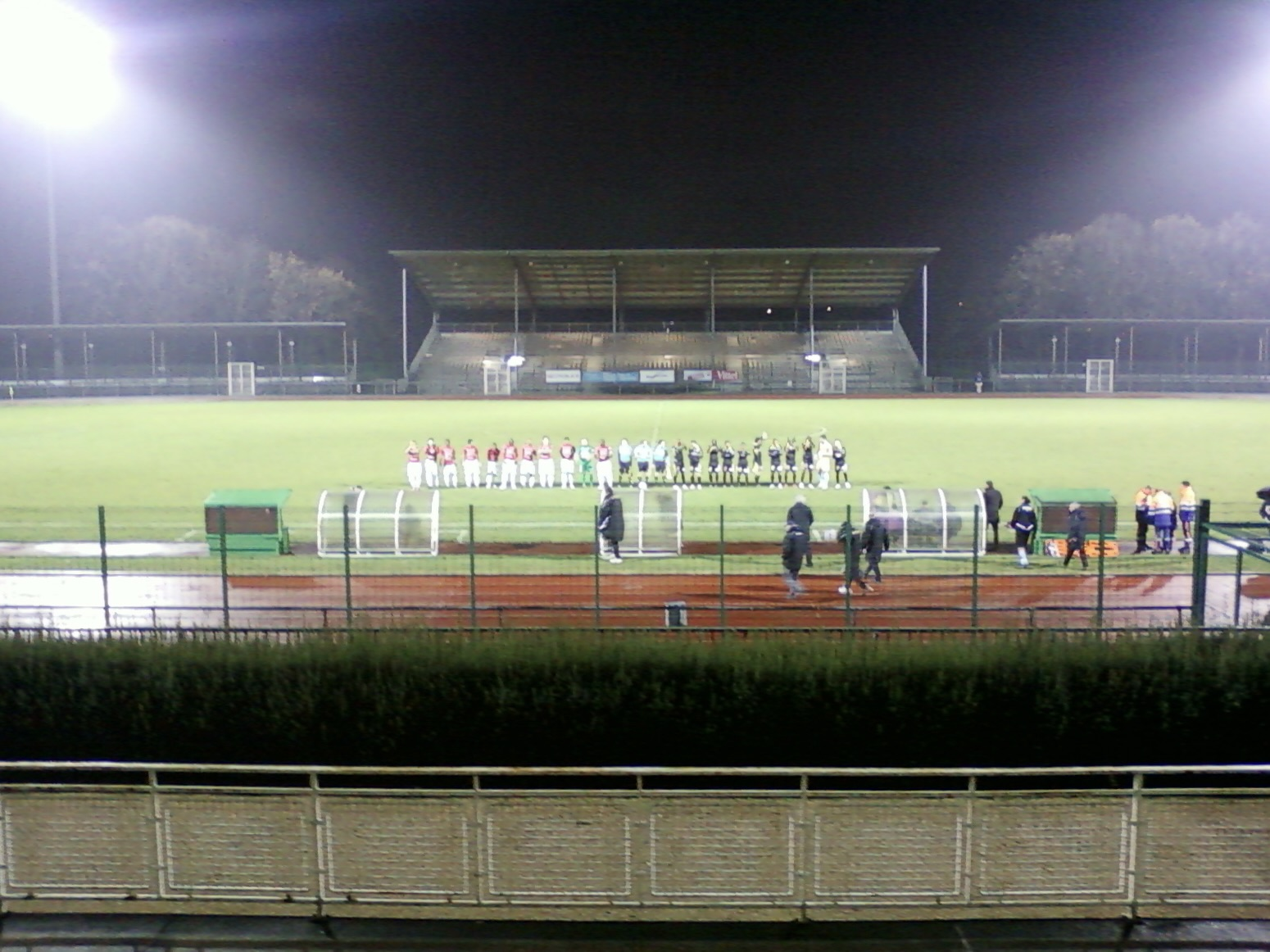
Le stade Marville accueille les matchs du Red Star de 1998 à octobre 2002.

Durant l'été 1998, la Ligue exige du club qu'il quitte le stade Bauer, trop éloigné des normes en vigueur. Le Red Star s’installe au stade Marville du parc de La Courneuve, et dépose un dossier de candidature pour jouer ses matchs à domicile au Stade de France, récemment inauguré. En outre, la Fédération française de football et le consortium de gestion recherchent activement un club résident pour le stade, destiné originellement à accueillir les rencontres de la Coupe du monde de 1998, de façon à éviter qu'il ne se transforme en « vaste navire abandonné le long du périphérique parisien ». La FFF envisage un temps la création d'un nouveau club ex nihilo puis ouvre les candidatures aux clubs franciliens existants. À la suite du retrait de la candidature du Paris SG en avril 1998, le Red Star se retrouve en position de force face au RC France et au Saint-Denis Saint-Leu football club. Ainsi, en juin 1998, le club est officiellement choisi comme club résident du Stade de France. Il y organise début 1999 un match de championnat face à l'Association sportive de Saint-Étienne, qui bat le record d'affluence en Division 2, ainsi qu'un derby face au Racing pour célébrer le centenaire du club en mars 2000.
La relégation en National et l'opposition de la Direction Nationale de Contrôle de Gestion empêchent le Red Star de s'installer au Stade de France et le contraignent à rester au Stade Marville,. Le club revient le 12 octobre 2002 au stade Bauer, où aucune autre rénovation n'a été entreprise que la réparation des importants dégâts de la tempête de 1999.
Dans les années 2010, le stade Bauer se trouve au cœur d'un débat opposant les partisans de sa rénovation d'une part, et les soutiens d'une délocalisation du club vers une nouvelle enceinte, jugée mieux adaptée aux exigences du « football moderne » d'autre part. Un projet de nouveau stade sur les Docks de Saint-Ouen, défendu par la direction du club, est envisagé à l'horizon 2018-2025. Ce projet de nouveau stade aux Docks pour 2020 intéresse des entreprises qui veulent investir dans le club, à condition que ce stade soit réalisé. Le stade Jean-Bouin est également envisagé pour la saison 2015-2016, car le stade Bauer n'est pas conforme aux normes de la Ligue 2, mais les deux projets ne satisfont pas les supporters qui ne veulent pas la délocalisation de leurs matchs à domicile.

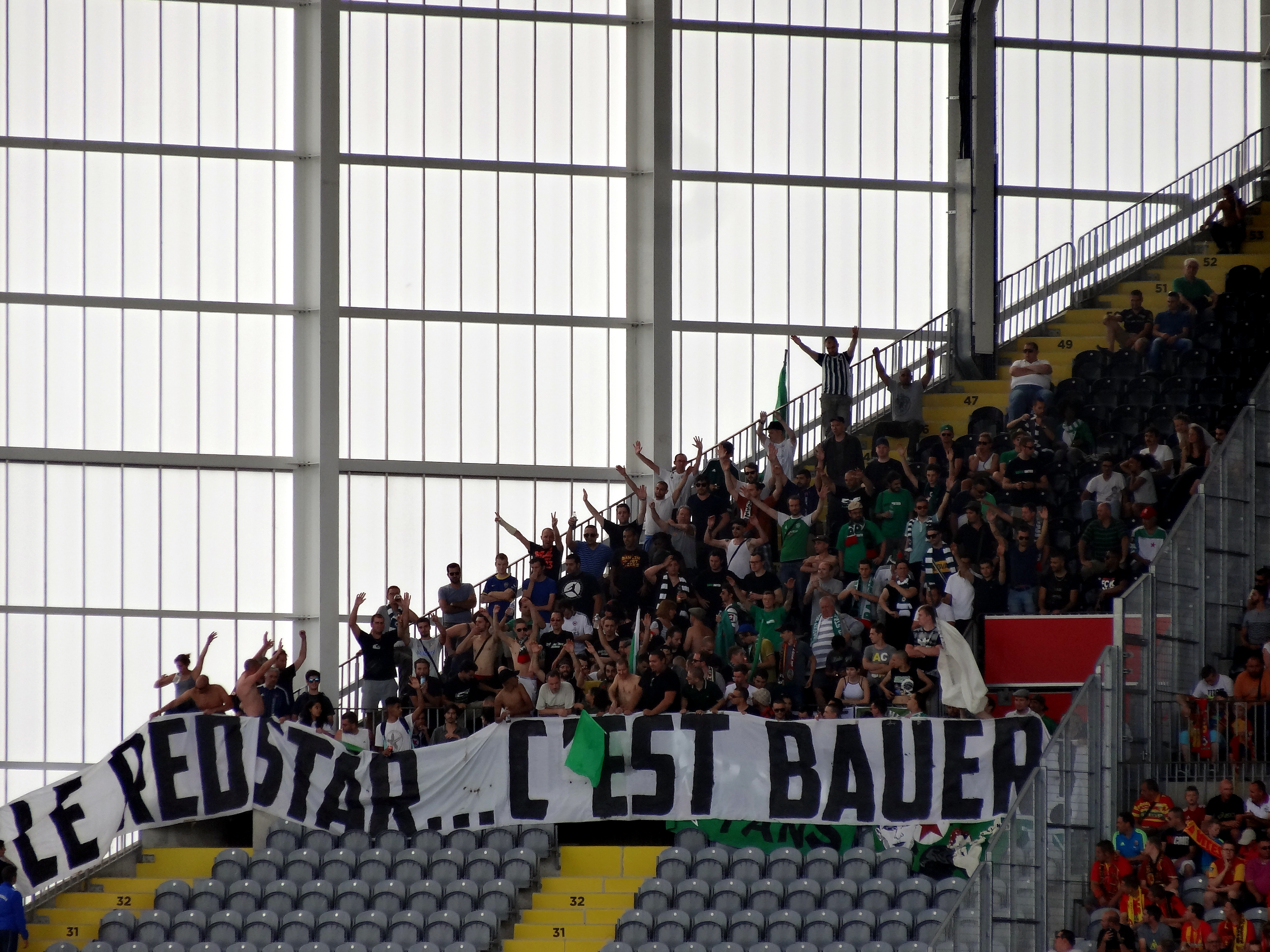
Supporters du Red Star exprimant leur attachement au stade Bauer

Les défenseurs du stade Bauer, en plus d'avoir engagé des études de faisabilité indépendante sur la possibilité d'une rénovation du stade (compatibilité avec le tissu urbain, exigences de sécurité...), tentent d'intégrer la question du stade Bauer dans le débat local (auprès des riverains, de la municipalité et des associations de quartier). En réponse, la mairie de Saint-Ouen confirme en juillet 2013 le lancement d'une étude urbaine sur le sujet.

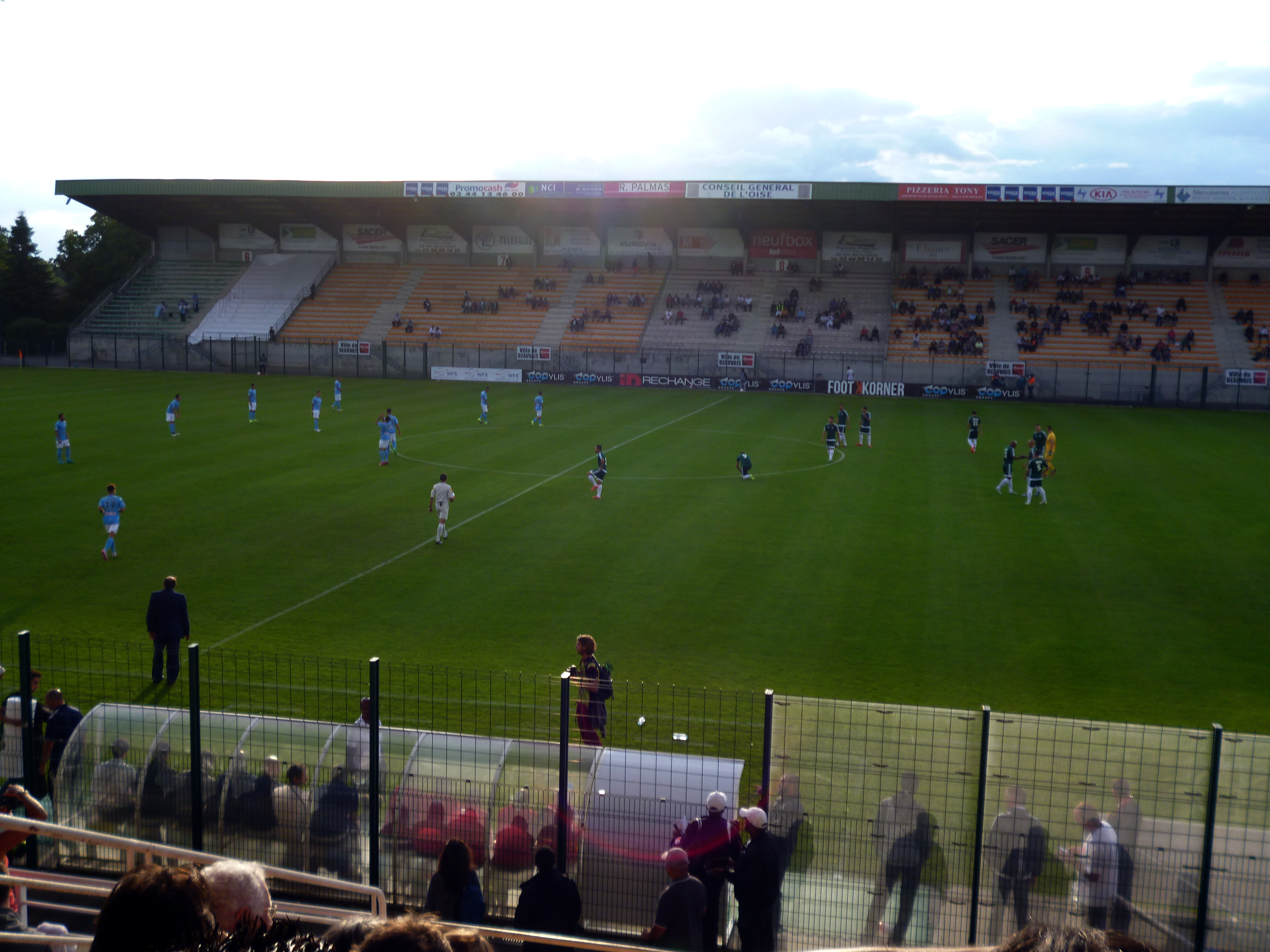
Un match du Red Star délocalisé au Stade Pierre-Brisson de Beauvais, le 14 août 2015 contre Tours.

En juin 2015, la ville de Saint-Ouen rend public les différents scénarios envisagés pour la rénovation et l’agrandissement du stade Bauer. En attendant que ce projet se concrétise, l'équipe première, promue en Ligue 2, doit disputer ses matchs à domicile dans d'autres stades, qui répondent aux normes exigées par la LFP. Pour la saison 2015-2016, le stade Pierre-Brisson, situé à Beauvais dans l'Oise, est la solution privilégiée. Le très grand Stade de France, situé à Saint-Denis, à proximité de Saint-Ouen, est envisagé pour accueillir plusieurs matchs, mais les différentes parties ne s'accordent pas. Fin mars 2016, alors que le Red Star joue aux avant-postes en Ligue 2, le maire UDI William Delannoy refuse la potentielle subvention municipale à la réhabilitation de l'historique stade Bauer, accentuant le doute sur un possible retour du club dans son fief mythique.
Lors d'une interview au Parisien du 8 juin 2016, la maire de Paris, Anne Hidalgo, annonce le déménagement du Red Star au stade Jean-Bouin, situé juste à côté du Parc des Princes dans le 16e arrondissement, et offrant une capacité de 20 000 places. Pour un loyer de 1,35 million d'euros par an, le Red Star joue la saison 2016-2017 dans cette enceinte, en cohabitation avec le Stade français,. Néanmoins, le club retourne dans son antre de Saint-Ouen l'année suivante, après sa relégation en National 1, pour y disputer la saison 2017-2018.
Promu en D2 au terme de cette saison, le Red Star s'exile à nouveau à Beauvais, pour la saison 2018-2019 de D2.

### Centres de formation et d'entraînement
Près de 20 ans après son dernier centre de formation sur l'Ile-des-Vannes à Saint-Ouen, le Red Star est choisi en décembre 2018 pour ouvrir un nouveau centre de formation à La Courneuve accompagné ensuite d'un centre d'entraînement pour le club, sur le site de Marville, actuel parc interdépartemental des sports. Le site, qui comprend un stade de 10 000 places, est réaménagé suivant trois phases de travaux en trois ans, pour un coût de 1,85 million d'euros, ouvre à la rentrée 2019.

## Aspects juridiques et économiques

### Statut juridique et légal
Le Red Star Football Club est affilié à la FFFA le 2 juin 1919 sous le no 3. Le club a aujourd'hui la particularité de posséder le plus petit numéro d'affiliation (500002,,) encore existant, depuis la radiation du no 1, le Racing Stade roubaisien, en 1990, et celle plus ancienne du n° 2, le Groupement Sportif de Reims. Le Red Star FC est rattaché à la Ligue de Paris Île-de-France et au District de Seine-Saint-Denis. Le club avait à l'origine son siège social à Paris. Il le transfère officiellement à Saint-Ouen au stade Bauer en mai 1937, où il est toujours situé. La directrice générale est depuis 2011 Pauline Gamerre.
Depuis juillet 2003, le Red Star est géré par une Société anonyme sportive professionnelle (SASP), nommée « Red Star 1897 », immatriculée au RCS de Bobigny sous le numéro B 449 385 939, dont Patrice Haddad est l'actionnaire majoritaire. Cette SASP est adossée à l'association loi de 1901 « Red Star FC 93 », créée également en 2003 et renommée en 2012 « Red Star Football Club ».
Une précédente SASP, « RED STAR 93 », avait été fondée en janvier 2002 et dirigée par Nigel Atkins, à la suite d'une Société anonyme à objet sportif (SAOS), dont les dettes étaient telles qu'elles ont entraîné le dépôt de bilan du club quelques mois plus tard.

### Éléments comptables
En Division 2 1985-1986, le Red Star a un budget d'environ 4 800 000 FRF. En 1997-1998, toujours en D2, le budget du club audonien s'élève à 28 millions de Francs. La saison suivante, il reste stable, à 27 millions de Francs. Deux ans plus tard, en National 2000-2001, dont le Red Star terminera dernier, le budget s'élève à 30 millions de Francs, ou 25 millions selon les sources. La saison suivante, le Red Star est en pleine crise et le budget n'est plus que de 10 millions de Francs.
Lors de la saison 2004-2005, le Red Star possède un budget de 370 000 euros, en augmentation de 30 % par rapport à la saison précédente. Le président Davoine déclare que son budget est composé de 56 % de subventions venant des collectivités locales et territoriales, 25 % du sponsoring, 15 % des cotisations et 4 % des entrées et de la buvette. 75 % du budget est consacré au sportif, 9 % aux équipements, 11 % aux déplacements et aux locations de terrain et enfin 5 % pour les frais administratifs.
Pour la saison 2005-2006, disputée en CFA 2, le budget s'élève à 500 000 €, ou 550 000 €. La saison suivante, le budget monte à 750 000 €. Deux ans plus tard, pour la saison 2008-2009, le budget du club est quasiment doublé, avec 1,3 million d'euros En CFA 2010-2011, le Red Star prévoit un budget d'1 400 000 d'euros. Pour la saison suivante disputée en National, il est augmenté à hauteur de 2 millions d'euros, ce qui constitue, selon le président Patrice Haddad, « un petit budget de National » (d'autres sources indiquent 2,3 millions d'euros). Ce budget est maintenu pour la saison suivante, et poussé à environ 3 millions d'euros à partir de 2013 pour nourrir les ambitions de montée en Ligue 2. Ce budget reste de 3 millions d'euros pour la saison 2014-2015 (ou à 2,9 millions d'euros selon les sources). Pour la saison 2015-2016, le budget du club audonien est proche de tripler, après sa promotion en Ligue 2 et son passage au professionnalisme.
| Saison | 1997-1998 | 1998-1999 | 1999-2000 | 2000-2001 | 2001-2002 | 2002-2003 | 2003-2004 | 2004-2005 | 2005-2006   | 2006-2007 |
| Budget | 28 MF     | 27 MF     | NC        | ~25-30 MF | 10 MF     | NC        | NC        | 370 k€    | ~500-550 k€ | 750 k€    |
| Saison | 2007-2008 | 2008-2009 | 2009-2010 | 2010-2011 | 2011-2012 | 2012-2013 | 2013-2014 | 2014-2015 | 2015-2016   | 2016-2017 |
| Budget | NC        | 1,3 M€    | NC        | 1,4 M€    | 2 M€      | 2 M€      | ~3 M€     | ~3 M€     | 8,3 M€      | 7,5 M€    |
| Saison | 2017-2018 | 2018-2019 | 2019-2020 | 2020-2021 | 2021-2022 | 2022-2023 | 2023-2024 | 2024-2025 |             |           |
| Budget | 7,5 M€    | 7,5 M€    | 5,5 M€    | 4 M€      | 5,5 M€    | 4 M€      | 9 M€      | 8,5 M€    |             |           |

### Sponsors
En 2015, le club a pour partenaires majeurs, « Première Heure », Bouygues Bâtiment Île-de-France, Geodis, Dailymotion et E.Leclerc. Le club est soutenu par les autorités locales comme la mairie de Saint-Ouen, le département de la Seine-Saint-Denis et la région Île-de-France. Le club a pour partenaires officiels Peugeot et l'équipementier Adidas par le biais de sa société de distribution en Île-de-France, Casal Sport. Le club possède également des partenaires média comme Le Parisien et France 3 Paris Île-de-France Centre ou plus récemment le magazine branché Vice, catalogué à gauche.

## Soutien et image

### Dimension sociale et politique du club
Dès sa fondation par Jules Rimet, le Red Star se veut fidèle aux valeurs humanistes, et s'ouvre notamment aux jeunes issus de familles pauvres,.
Dans les années 2000, des supporteurs du club mettent en avant l'italien Rino Della Negra, membre du club à 19 ans pendant quelques mois lors de la saison 1942-1943, dans une démarche de « processus de construction mémorielle autour d'une figure mythique ». Résistant pendant la Seconde Guerre mondiale et membre du Groupe Manouchian, il est fusillé en février 1944 parmi les vingt-trois membres de l'Affiche rouge. Della Negra n'a néanmoins jamais joué avec l'équipe première, et il n'existe en réalité presque aucune archive sur son passage au club. Une plaque à sa mémoire est posée en 2004 aux abords du stade, tandis que certains supporteurs rebaptisent officieusement une des tribunes du stade à son nom,,.
Selon certains médias comme L'Express, le Red Star incarnerait l’utopie d’un autre football à Paris, à l’opposé du Paris Saint-Germain, ou plus anciennement du RC Paris. Il est considéré comme l'un des derniers clubs « populaires », avec une identité forte et des supporteurs typiques, très impliqués socialement et culturellement,.
Dans les années 1980 et 1990, le Red Star se veut vecteur d'intégration et est tourné vers les jeunes issus de l'immigration. De nos jours, le Red Star apparait comme fortement ancré dans le département de Seine-Saint-Denis. En 2010, son président Patrice Haddad affirme que « le club est naturellement à gauche, il doit être solidaire de son environnement, de la banlieue ». Cinq ans plus tard, il définit les supporteurs comme « traditionnellement d'extrême gauche ». Selon le périodique Marianne, le club serait proche de valeurs antiracistes, antifascistes et tolérantes. Selon L'Humanité, au Red Star, « l'antiracisme et l'antifascisme sont une réalité ». Aussi, l'association du club au communisme est analysée comme une exagération et une conséquence du fait que Saint-Ouen, située dans la Ceinture rouge de Paris, ait voté majoritairement communiste de 1945 à 2014.

### Rivalités et amitiés
Au début des années 1970, et notamment à la suite des derbys de la saison 1973-1974, le Red Star entretient une éphémère rivalité avec le Paris Saint-Germain FC. À l'issue de la Division 1 1974-1975, le Red Star est relégué en D2 tandis que le PSG se maintient. De ce fait, plus aucune rencontre officielle n'a été disputée depuis 1975. Les deux clubs sont souvent considérés comme antithétiques, notamment dans les années 2010, où le Paris SG financé par le fonds d'investissement souverain Qatar Investment Authority contraste avec un Red Star de gauche plus authentique et populaire,.
Dans les années 2010, le principal derby est celui opposant le Red Star au Paris Football Club. En outre, les deux clubs se sont rencontrés à 18 reprises entre 1972 et 2014, dont maintes fois en Division 1 et Division 2. Le 5 septembre 2014, le derby est marqué par des incidents entre supporters, donnant notamment lieu à trente-six gardes-à-vue de supporters des deux camps. Quatre blessés et des dégâts matériels sont à déplorer. Quelques mois plus tard, de nouveaux affrontements ont lieu entre des supporters des deux clubs. Les affrontements entre supporters se limitent souvent à des rixes ou des accès de violence entre des hooligans réputés proches des milieux d'extrême gauche pour le Red Star, et des groupes hétéroclites de hooligans ultra-droite et de supporters du PSG interdits de stade pour le Paris FC,. Ce derby est souvent considéré comme le derby francilien majeur.
Un des motifs de rivalités entre les clubs de la région parisienne est la revendication du qualificatif de « deuxième club de Paris ». Malgré ces prétentions individuelles, de nombreuses négociations ont eu lieu entre le Red Star et le Paris FC, sans toutefois concrétiser ces négociations. En 2011, Jean Vuillermoz, alors adjoint au maire de Paris chargé des sports estime qu'une hypothétique fusion est la seule chance de voir naître un deuxième club d'envergure dans la capitale. Néanmoins, bien que la question continue de se poser, trois ans plus tard, alors que les deux clubs sont tous deux proches d'une montée en Ligue 2, les présidents déclarent conjointement que la fusion « n’est pas envisagée » puisqu'« il s’agit quand même de deux clubs rivaux ». Toutefois, les présidents déclarent à l'époque être « prêts à discuter ensemble » et essayer de « travailler ensemble sur certains points » notamment en ce qui concerne la formation.
En 2012, un article des Cahiers du football avance que, de manière générale, c'est l'omniprésence du Paris Saint-Germain qui empêche l'éclosion d'un second grand club de football à Paris. D'après cette étude, le phénomène s'explique historiquement notamment par « la volonté des communes de se concentrer sur le développement d'un seul club au niveau local afin de le rendre compétitif au niveau national ». En 2015, Steve Marlet, directeur sportif du club, affirme « Le PSG est aujourd’hui la référence des clubs à Paris. Ce serait bien qu’il y ait plusieurs clubs parisiens en élite, qu’on soit l’égal des autres capitales européennes. On rêve forcément d’un derby Red Star-PSG. On peut aussi rêver d’un derby Red Star-Paris FC en L1 ».
Depuis 2008, les supporters du Red Star Football Club entretiennent une forte amitié avec les Red Kaos 1994, principal groupe ultra du Grenoble Foot 38,.

### Affluences et supporters

#### Affluences

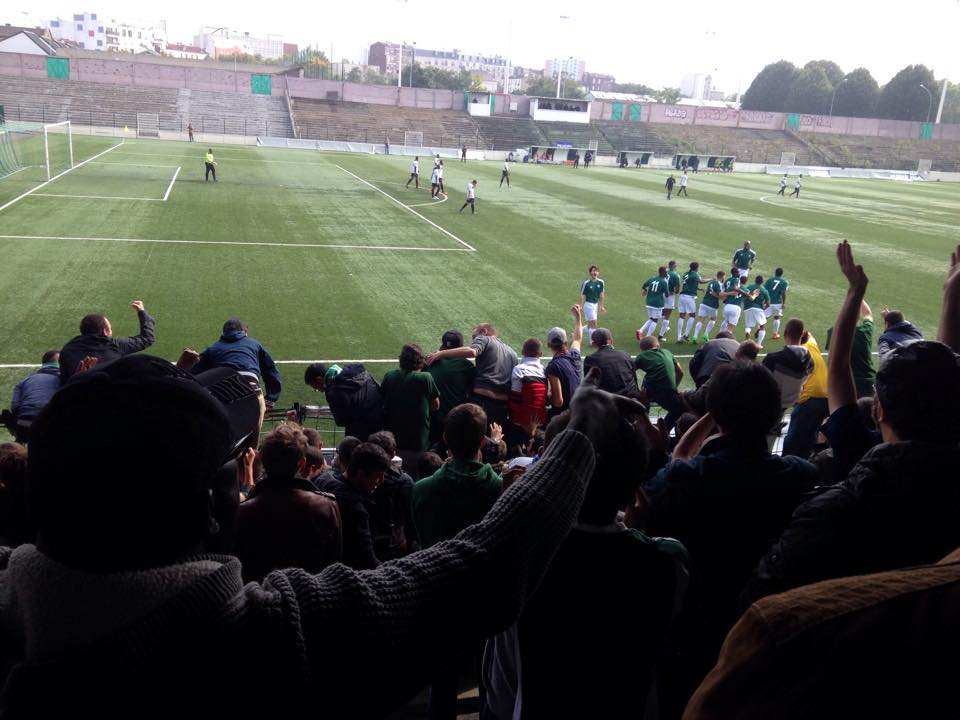
Du fait de la popularité et de l'histoire du club, les affluences restent toujours correctes pour le Red Star, même dans les matchs à faible enjeu.

Le Red Star est régulièrement considéré comme « un club mythique » avec des supporters très attachés à leur club et à leur stade. La base populaire du club est relativement grande, et l'une des plus grandes de la région Île-de-France, derrière le Paris Saint-Germain qui domine le football francilien depuis les années 1990. Le record d'affluence du Red Star lors d'un match à domicile se fait le 10 février 1935 au Stade Bauer contre le FC Sochaux avec 23 341 spectateurs.
Les affluences du Red Star durant la première moitié du XXe siècle sont méconnues, excepté pour la saison 1947-1948, où le Red Star évolue en moyenne devant 10 153 spectateurs au Stade Bauer. Les affluences des années 1950 et 1960, passées entre Division 1 et Division 2, oscillent fortement, entre 6 375 en 1954 et 2 548 en 1962. À partir de 1965, on constate un regain d'affluence au stade, malgré une corrélation certaine entre résultats et affluences : en Division 1, le club audonien reçoit entre 6 000 et 9 000 spectateurs ; en Division 2, les affluences n'oscillent qu'entre 1 000 et 4 500 spectateurs. Dans les années 1980, après la faillite du club et le retour en Division 2, les affluences sont bien moindres que les années précédentes et tournent autour de 1 500 spectateurs. Les années 1990 en Division 2 voient les affluences moyennes augmenter régulièrement, de 930 spectateurs en 1990 à 4 086 en 1999. À partir des années 2000, la baisse de niveau sportif de l'équipe première rend les statistiques d'affluences plus rares. Souvent à cette période, l'équipe joue ses matchs devant moins de 500 spectateurs. Le retour du club en National (D3) s'accompagne avec des moyennes au-delà du millier de spectateurs à domicile, se rapprochant peu à peu des 2 000 spectateurs en 2015. En 2015, la délocalisation provisoire au stade Pierre-Brisson de Beauvais voit une forte baisse des affluences, fortement attachés au stade Bauer et ne pouvant que rarement faire le trajet de Saint-Ouen jusqu'à Beauvais. À partir de 2016, le club cherche à se rapprocher de ses bases parisiennes en attendant une future réfection de son stade historique, le stade Bauer. Des pourparlers sont engagés avec la mairie de Paris. En juin 2016, Anne Hidalgo annonce qu'une convention est signée entre la ville, le département de la Seine-Saint-Denis et le club pour l'utilisation provisoire du stade Jean Bouin, dans le 16e arrondissement.

#### Supporters
Depuis son passage en National au début des années 2010, le Red Star bénéficie du soutien de 1 000 à 2 000 personnes présentes à domicile (dont environ 200 abonnés). Le Red Star compte toujours entre 10 et 80 supporters en déplacement selon la distance et l'enjeu. Selon Patrick Mignon, sociologue du sport et chercheur à l’INSEP, le Red Star bénéficierait d'une forte base de supporteurs passifs, qui se déclarent fans du Paris Saint-Germain FC « faute de mieux » : le soutien apporté au PSG n'aurait aucun aspect affectif dans la mesure où ce dernier est trop ancré dans l'Ouest parisien pour vraiment rassembler l'intégralité des Franciliens et qui plus est, est loin d'être catalogué politiquement à gauche.
Le Red Star compte de nombreux supporters qui sont rassemblés sous la bannière Red Star Fans qui englobe tous les supporters de la tribune Première Est (appelée tribune Rino Della Negra) au stade Bauer. Il existe également une association loi de 1901, le Collectif Red Star Bauer qui compte en 2015 une centaine de membres adhérents. Le collectif organise plusieurs manifestations dans la saison : déplacement en car, point d'information au stade, concert, repas, actions de solidarité avec le Sénégal, collectes de vêtements et de denrées alimentaires, etc. et soutient le club en toute indépendance. Il place le combat pour la rénovation du stade Bauer au cœur de son action et organise plusieurs actions en ce sens.
Les supporteurs du Red Star se caractérisent également par une identité forte, associée à l'histoire du clubs et aux liens entretenus par certains groupes avec la gauche radicale. Cette identité se manifeste notamment par des chants typiques, en particulier le célèbre « "Flic, arbitre ou militaire, qu'est ce qu'on ferait pas pour un salaire ?" » ou « "Hou, Ha ! Banlieue rouge !" »,. Dans le passé, les supporteurs entonnaient également régulièrement L'Internationale.
Dans les années 2010, le président de la République François Hollande réaffirme son intérêt pour le Red Star, dont il dit « apprécier l'aspect authentique et populaire ». Originaire de Rouen et supporteur du Football Club de Rouen 1899, François Hollande découvre le Red Star vers 1979, après être monté à Paris pour étudier à l'ÉNA. En 2004, il explique son engouement pour le Red Star par « une communauté de pensée » et par des points communs entre le Red Star et le FC Rouen : « une équipe populaire, qui avait du mal, pas beaucoup d'argent ». Selon lui, le Red Star est « un club de la banlieue, un club qui représente des quartiers qui ont envie aussi de donner le meilleur d'eux-mêmes ». Pendant sa présidence, il assiste à un match contre l'AS Saint-Étienne en huitième de finale de la Coupe de France 2014-2015. Des observateurs, dont le journaliste Claude Askolovitch, ont toutefois remis en question cet engagement, accusant le Président de la République de « storytelling politique appliqué au champ sportif », le Red Star étant assimilé au foot populaire en opposition à « la droite des milliardaires du foot business » alors représentée par le Paris Saint-Germain FC.
D'autres personnalités politiques se sont déclarées supportrices du Red Star. Parmi elles, le communiste Jean-Claude Gayssot, Ministre des Transports de Lionel Jospin, qui a commencé à s'intéresser au club en 1976 et assistait encore régulièrement à des matchs après son mandat de ministre, alors que l'équipe première était tombée en Division d'Honneur. Georges Marchais, qui a fait découvrir le club à Gayssot, s'intéressait également de très près au club. Son gendre Xavier Perez y était gardien de but dans les années 1970. À cette période, le président de la Ligue de football professionnel Jean Sadoul assistait également fréquemment aux rencontres du club.
Dans un entretien accordé au quotidien L'Équipe en février 2025, Jamel Debbouze évoque son attachement au Red Star . Il déclare : « Mon club de cœur, dont je suis les exploits depuis des années et des années et qui me touche le plus, c’est le Red Star. En raison de son histoire. Et puis c’est le club le plus humain de tous, le plus sensible à la société qui l’entoure. » Il confie également assister régulièrement aux matchs du club au stade Bauer, de manière discrète : « Je viens en cachette, avec un masque et un bonnet. Je regarde le match et puis je m’en vais. »

## Autres équipes

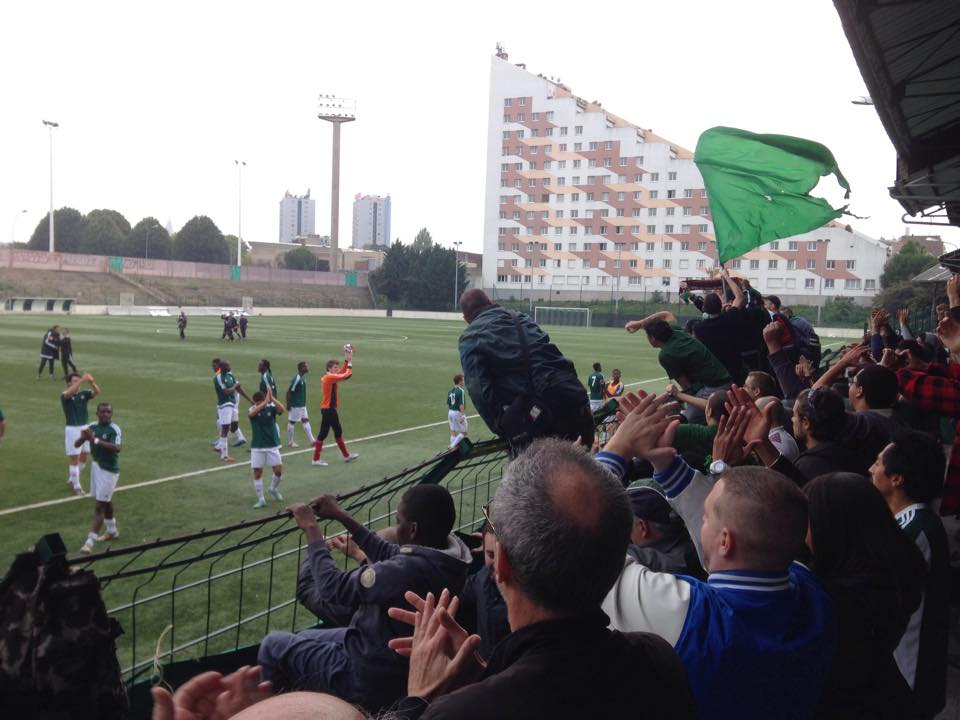
L'équipe réserve du Red Star FC en 2015.

En 1890, des élèves du Lycée Michelet fondent un club sportif scolaire, l'Union Athlétique du Lycée Michelet, sous l'égide de l'USFSA,. En 1897, ils fondent le Sporting Club de Vaugirard, club de rugby à XV, qui fusionne avec ensuite avec l'Olympique de Pantin, avant devenir en 1918, l'Olympique de Paris,. En 1926, ce dernier fusionne avec le Red Star, qui comporte notamment une section rugby,. Elle joue ainsi ses matchs à Saint-Ouen, avant de partir pour Saint-Maur, faute de terrain, de 1948 à 1962, avant de revenir en terre audonienne,. En 2007, la section rugby prend son émancipation et devient le Red Star Olympique Rugby ; il évolue notamment en Fédérale 3 (cinquième division nationale) de 2008 à 2010,.